# Weil am Rhein
Weil am Rhein (alemannisch Wiil am Rhii) ist eine südbadische Mittelstadt mit rund 30.000 Einwohnern im äußersten Südwesten Deutschlands unmittelbar im Dreiländereck Deutschland-Schweiz-Frankreich. Deshalb darf sie seit dem 1. Oktober 2022 die Bezeichnung 3-Länder-Stadt führen.
Nach dem Anschluss ans badische Eisenbahnnetz um 1913 kam es zu einer regen Bautätigkeit und einem Bevölkerungswachstum, insbesondere in der Nachkriegszeit, als Weil zum Wohnort vieler in Basel (Schweiz) Beschäftigter wurde.  Zusammen mit ihrer direkt angrenzenden Nachbarstadt Lörrach bildet sie in Baden-Württemberg ein Oberzentrum. Nach Lörrach und Rheinfelden (Baden) ist Weil am Rhein die drittgrößte Stadt des Landkreises Lörrach. Seit dem 1. Januar 1972 ist sie eine Große Kreisstadt. Weil am Rhein ist eine typische Zoll-, Grenz- und Eisenbahnerstadt. Sie ist heute ein direkt an die Schweizer Großstadt Basel angrenzender und in deren Nahverkehrssystem eingebundener Vorort und somit Teil der trinationalen Agglomeration Basel mit rund 830.000 Einwohnern, damit auch Teil der Metropolregion Basel mit rund 1,3 Millionen Einwohnern.

## Geographie

### Lage

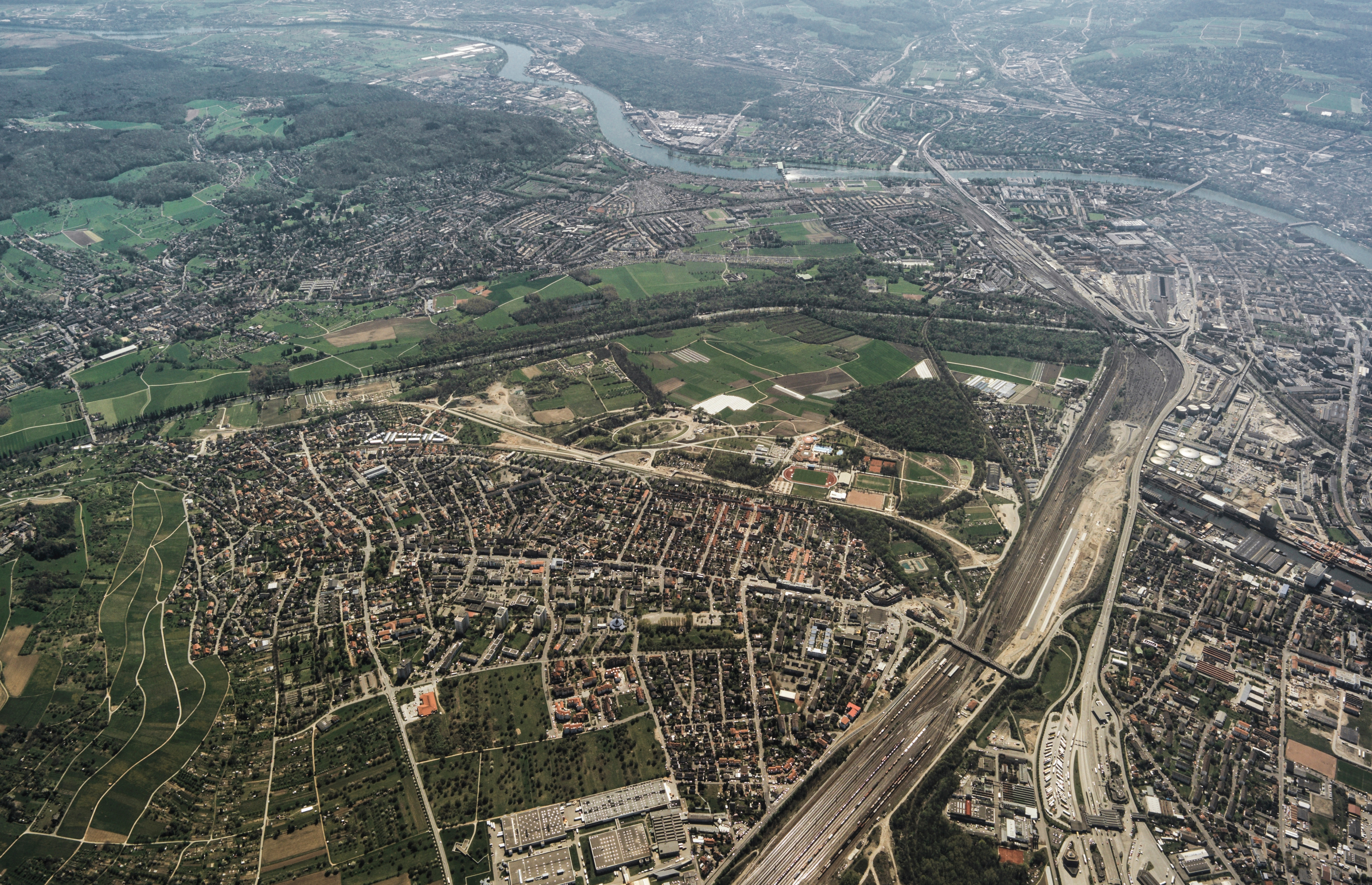
Luftbild von Weil am Rhein, rechts im Hintergrund Basel (Schweiz) und das Rheinknie

Weil am Rhein liegt in der Rheinebene am Rande des Tüllinger Bergs im Osten und reicht im Westen bis an den Rhein. Die besondere Lage zwischen dem Rhein und den Ausläufern des Schwarzwaldes begünstigt u. a. auch durch die Nähe zur Burgundischen Pforte ein außergewöhnlich südländisches Klima und bietet hervorragende Voraussetzungen für den Weinbau. Die Vogesen und die Alpen liegen in Sichtweite. Die höchste Stelle der Stadt liegt knapp unterhalb des Gipfels des Tüllinger Bergs auf 455 Meter Höhe, die tiefste Stelle des Stadtgebiets liegt am Rhein bei 238 Meter Höhe.

### Geologie
Der größte Teil der Weiler Gemarkung breitet sich auf den Schottermassen aus, die in der letzten Kaltzeit (Würmkaltzeit) von Rhein und Wiese hierher verfrachtet wurden. Im Osten bezieht die Gemarkungsgrenze Hangpartien des Tüllinger und Ötlinger Bergs mit ein. Somit hat Weil auch Anteil am südlichsten Ausläufer des Markgräfler Tertiärhügellandes.
Der sich nacheiszeitlich eintiefende Rhein hat einen Teil seiner Schotter wieder ausgeräumt und umgelagert, so dass heute die Rheinebene verschiedene Niveaus aufweist. Der höchste – in der Nacheiszeit von der Erosion verschonte – Teil der Ebene bildet die etwa 1,5 km breite sog. Niederterrasse, auf der sich die alten Ortskerne von Haltingen und Weil (später die Leopoldshöhe) angesiedelt haben. Ein etwa 20 m tief abfallender Rain, die westliche Begrenzung der Niederterrasse, markiert als Erosionsrand ein ehemaliges Rheinufer. Vor dem Fuß dieses Hochgestades breitet sich ein tiefer liegendes, bereits nacheiszeitlich entstandenes Feld aus, die Talaue, auf dem Friedlingen und Märkt liegen. Das Rheinbett befindet sich in einem noch etwas tieferen Niveau der Talaue. Es tritt außer im Dreieck Einkaufs-Insel – Otterbach – Hellerain allerdings erst bei Märkt deutlicher in Erscheinung. Auch bei der Wiese lassen sich Niederterrasse und Aue unterscheiden. Ihrem Hochgestade folgt streckenweise die in der Aue verlaufende Umgehungsstraße (B317), deren Abzweigung bei der Einkaufs-Insel zum Niederterrassenniveau aufsteigt. Bei der Anlage des Verschiebebahnhofs waren gewaltige Terrainveränderungen nötig, um das Hochgestade zu überwinden. Das Gleisfeld südlich der Friedensbrücke ist eine große, künstlich aufgeschüttete Rampe, nördlich der Brücke waren umfangreiche Aushubarbeiten in den Niederterrassenschottern nötig.
Veränderungen brachte auch die Rheinkorrektion in der Aue. Märkter Wörth, Bändlegrund, Schusterinsel waren einst Inseln im Strom. Auf der Gemarkung von Weil verzahnen sich die aus Schwarzwaldmaterial bestehenden Wiese-Schotter mit den Geröll- und Kiesmassen vorwiegend alpinen Ursprungs, die der Rhein hierher transportierte. Zur Mächtigkeit der Schotterdecken: Im Nonnenholz, ebenso in Friedlingen und Märkt wurde bei Bohrungen der tertiäre Untergrund in um die 10 m Tiefe erreicht, nahe der Einmündung der Bühlstraße in die B 3, also von der (höheren) Niederterrasse aus, in fast 30 m.
Überall besteht der Untergrund unter den Schottern aus tertiären, genauer: oligozänen (Rupel-)Sedimenten der Froidefontaine-Formation, die auf der Gemarkung über Tage nur am Westfuß des Ötlinger Berges angetroffen wurden. Jünger als diese grauen, vorwiegend tonig-mergeligen Schichten sind die hellen Kalke und Mergel des Tüllinger Berges. Sie gehören ebenfalls noch ins Oligozän (Chatt). Während die Sedimente im Untergrund aus der Zeit stammen, als der Oberrheingraben noch von einem sich zurückziehenden flachen Meer überflutet war, sind die Mergel und Kalke des Tüllinger Berges wieder unter festländischen Verhältnissen als Süßwassersedimente in einem Seebecken abgelagert worden. Unter diesen lagern am Tüllinger Berg Brack- und Süßwassersedimente der Übergangszeit, die Elsässer Molasse (guter Aufschluss: die ehem. Sandgrube über Fischingen).  Diese bildet unter der Löss(-lehm)decke auch den Untergrund des Ötlinger Berges.
Die Lehmdecke erschwert den Einblick in den Untergrund des Tüllinger Berges. Steilstufen an dessen Hang deuten darauf hin, dass unter dem verschleiernden Hanglehm eine wechselnde Abfolge von weicheren (Mergel-)Schichten und harten, die Versteilungen bedingenden Kalksteinbänken anzunehmen ist, was durch spärliche Aufschlüsse und Quellen über den stauenden Mergeln belegt wird.
Am Fuße des Tüllinger Berges bedecken Abschwemmmassen von dessen Hang die Niederterrassenschotter, stellenweise bis zur Römerstraße. Sowohl über Weil als auch über Haltingen haben sich größere Hangrutschungen ereignet. Das ist zum einen der Weiler Schlipf, der zeitweise sogar die Wiese aus ihrem Bett drängte und das Rutschgebiet über Haltingen am Tüllinger Weg (Gewanne Ober und Unter dem Tüllinger Weg).

### Klima
|                        | Jan  | Feb  | Mär  | Apr  | Mai  | Jun  | Jul  | Aug  | Sep  | Okt  | Nov  | Dez  |   |       |
| Mittl. Temperatur (°C) | 0,9  | 2,3  | 5,5  | 9,2  | 13,4 | 16,8 | 18,9 | 18,3 | 15,1 | 10,3 | 5,1  | 1,9  | ⌀ | 9,8   |
|                        |      |      |      |      |      |      |      |      |      |      |      |      |   |       |
| Niederschlag (mm)      | 62,9 | 58,8 | 60,2 | 71,0 | 96,3 | 93,8 | 80,9 | 99,4 | 66,3 | 60,3 | 65,7 | 63,1 | Σ | 878,7 |

|  |

|  |

|  |

|  |

|  |

|  |

|  |

|  |

|  |

|  |

|  |

|  |

|  |

|  |

|  |

|  |

|  |

|  |

|  |

|  |

|  |

|  |

|  |

|  |

* Temperatur: Nachbargemeinde Eimeldingen, Niederschläge: Stadtteil Haltingen
Der mittlere durchschnittliche Jahresniederschlag liegt mit 879 mm/a vergleichsweise hoch und fällt in das obere Viertel der in Deutschland durch den Deutschen Wetterdienst (DWD) erfassten Werte. Der niederschlagsärmste Monat ist der Februar. Die meisten Niederschläge fallen im August, sie entsprechen dem 1,7-fachen der Niederschläge im Februar. Die monatlichen Niederschlagshöhen variieren sehr stark. An nur 22 % der Messstationen des DWD werden höhere jahreszeitliche Schwankungen registriert.

### Nachbargemeinden

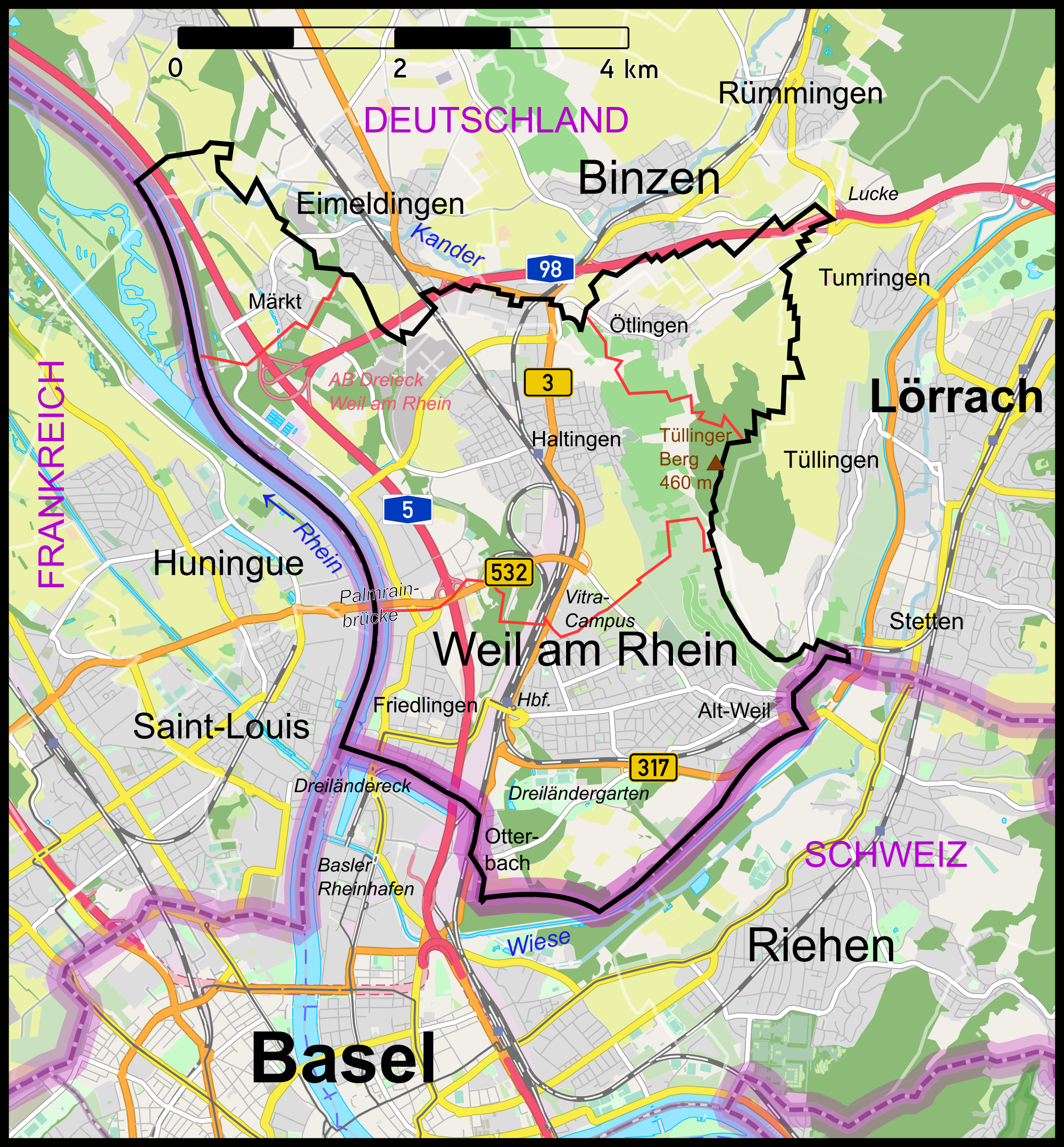
Weil am Rhein im trinationalen Ballungsraum Basel

Im Norden beginnend und im Uhrzeigersinn aufgelistet, grenzen folgende Kommunen an die Stadt Weil am Rhein: die Gemeinden Efringen-Kirchen, Eimeldingen, Binzen und die Stadt Lörrach im Landkreis Lörrach, die Gemeinde Riehen und die Stadt Basel im Kanton Basel-Stadt/Schweiz sowie die Gemeinden Huningue (Hüningen) und Village-Neuf (Neudorf) im Département Haut-Rhin/Frankreich.

### Stadtgliederung

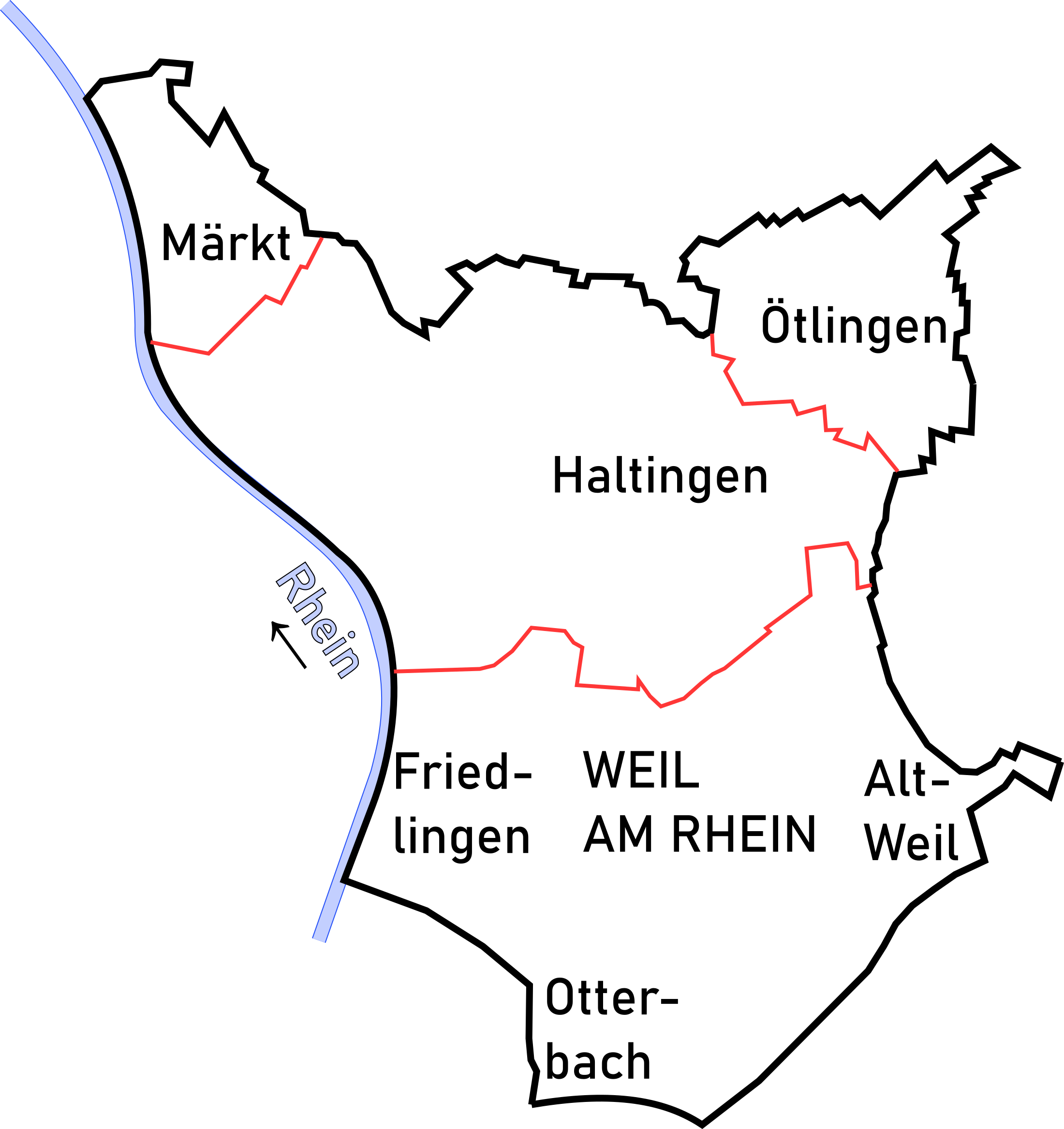
Karte zur Stadtgliederung von Weil am Rhein

Das Stadtgebiet besteht aus der Kernstadt, die sich von der Schweizer Grenze bei Riehen im Osten über Alt-Weil (auch: Weil-Ost genannt) als lang gezogenes Gebilde entlang der Hauptstraße und über die Leopoldshöhe nach Westen erstreckt, sowie dem südlich der Kernstadt gelegenen Stadtteil Otterbach und dem westlich am Rhein gelegenen Stadtteil Friedlingen. Diese Stadtteile dienen der rein statistischen Aufgliederung des Gebietes der Kernstadt, wie sie beispielsweise für Wahlen benötigt wird. Der Innenstadtbereich Weil am Rheins entspricht der Leopoldshöhe.
Ferner den im Zuge der Gemeindereform in den 1970er Jahren eingegliederten, ehemalig selbstständigen Gemeinden Haltingen, dem größten Stadtteil, Märkt und Ötlingen, die sich alle nördlich der Kernstadt befinden. Im Bereich des Rathauses östlich des Bahnhofs Weil am Rhein versucht die Stadtverwaltung seit Jahren durch umfangreiche Gestaltungsmaßnahmen eine Art Zentrum zu schaffen. Die Stadtteile Haltingen, Märkt und Ötlingen sind zugleich Ortschaften im Sinne der baden-württembergischen Gemeindeordnung. Demzufolge haben sie einen Ortschaftsrat, der von den Wahlberechtigten bei Kommunalwahlen jeweils neu gewählt wird. Vorsitzender des Ortschaftsrats ist der Ortsvorsteher. Ferner gibt es in jeder Ortschaft eine Ortschaftsverwaltung, gleichsam ein Rathaus vor Ort.
Zu einigen Stadtteilen gehören weitere Wohnplätze mit eigenen Namen und meist geringen Einwohnerzahlen wie zum Beispiel der „Luisenhof“ in Ötlingen oder „Hupfer“ in Haltingen. Mit Gartenstadt wird das südliche Quartier bezeichnet, welches sich rund um den Haltepunkt Weil am Rhein-Gartenstadt gebildet hat.

### Raumplanung
Weil am Rhein liegt am westlichen Rand der Region Hochrhein-Bodensee und bildet zusammen mit seiner Nachbarstadt Lörrach eines der 14 Oberzentren in Baden-Württemberg. Das Oberzentrum nimmt für die umliegenden Gemeinden Binzen, Efringen-Kirchen, Eimeldingen, Fischingen, Inzlingen, Kandern, Malsburg-Marzell, Rümmingen, Schallbach, Steinen und Wittlingen zugleich die Aufgaben eines Mittelzentrums wahr. Darüber hinaus gibt es grenzüberschreitende Verflechtungen mit den Schweizer Kantonen Basel-Stadt und Basel-Landschaft sowie mit dem Gemeindeverband Saint-Louis Agglomération im Elsass, die im Trinationalen Eurodistrict Basel koordiniert werden.

## Geschichte

### Weil am Rhein

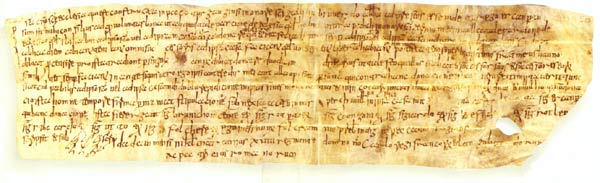
Schenkungsurkunde aus dem Jahr 786

In einem größeren Gebiet nördlich des heutigen Ortskerns wurden verschiedene Spuren römischer Ansiedlung gefunden, die entweder auf eine ländliche Ortschaft (Vicus) oder auf einen oder mehrere römische Gutshöfe (Villae Rusticae) schließen lassen.
Der heutige Ort Weil wurde erstmals am 27. Februar 786 unter dem Namen Willa urkundlich erwähnt. Dieser Name ist vermutlich römischen Ursprungs. Ein gewisser Ercanpert schenkte dem Kloster St. Gallen seinen Anteil an der Kirche in Willa (Weil). Die Klöster St. Blasien und Weitenau hatten am Ort ebenfalls Besitzungen. Auch das Basler Domstift besaß hier Ländereien und den Domhof, der dem Einzug der kirchlichen Abgaben diente und der mit seinem Neubau von 1569 den wirtschaftlichen Mittelpunkt und den Ort der Gerichtsbarkeit für Weil darstellte. 1361 bzw. 1368 kam Weil an die Markgrafschaft Hachberg-Sausenberg und war Röttelner Lehen. Mit Rötteln kam der Ort 1503 an die Markgrafschaft Baden und war dem Amt Rötteln zugeordnet. Nach dessen Auflösung im Jahre 1809 kam Weil zum Oberamt Lörrach, aus dem 1939 der Landkreis Lörrach hervorging.
Während der Badischen Revolution 1848 war Weil am Rhein durch die kurzzeitige republikanische Besetzung der sogenannten Schusterinsel im April 1848 und durch den Tod der Weiler Musikanten nach dem Gefecht um Staufen im September 1848 betroffen.

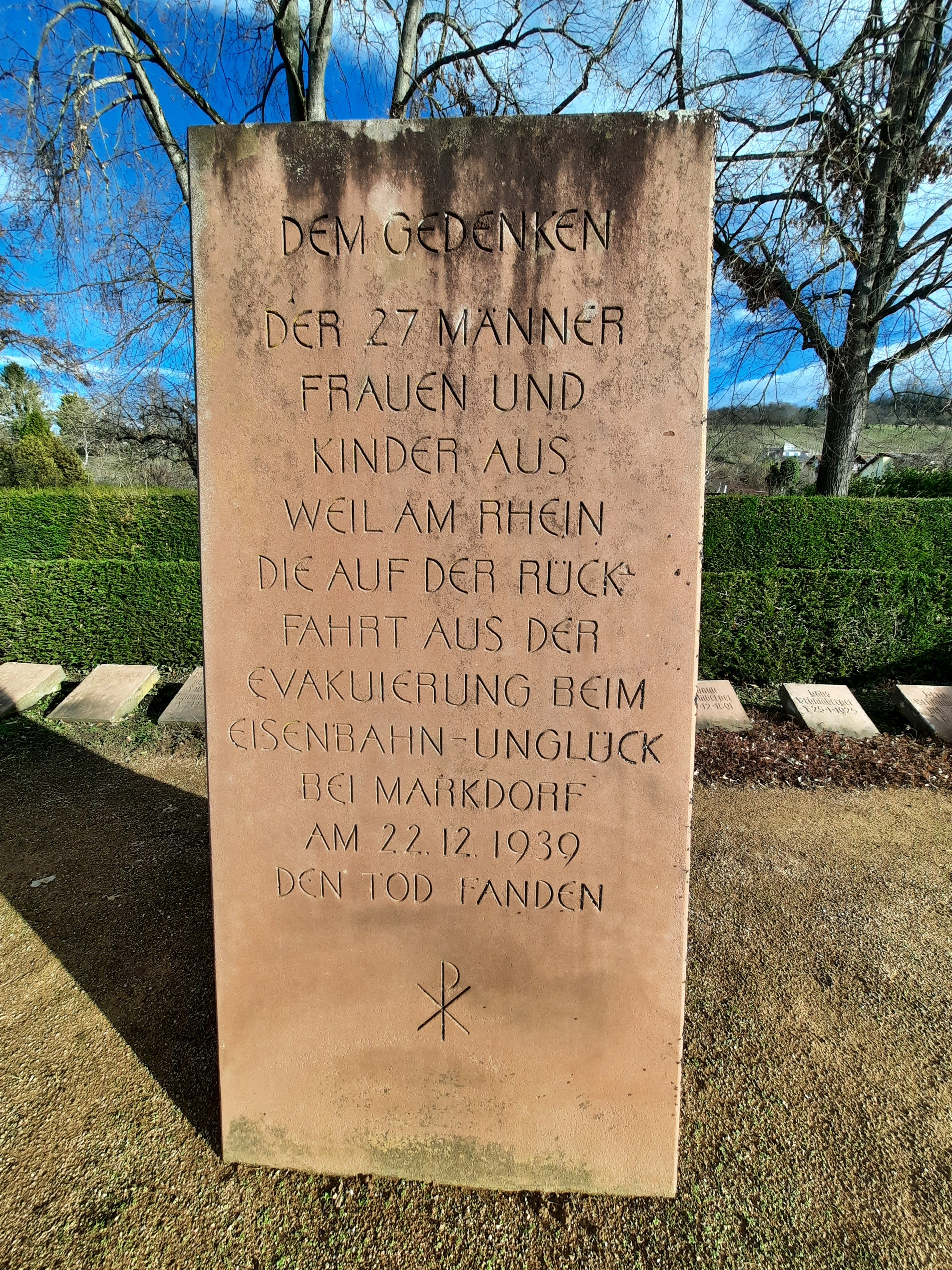
Denkmal für die Weiler Opfer des Eisenbahnunfalls vom 22. Dezember 1939 bei Markdorf.

Weil war lange Zeit von der Landwirtschaft und insbesondere vom Weinbau geprägt. Bedingt durch die günstige Verkehrslage entwickelte sich Weil seit der Mitte des 19. Jahrhunderts zu einer Stadt. Mit der Ansiedlung der Eisenbahn, der Inbetriebnahme des Rangierbahnhofs Basel-Weil 1913 und einer regen Bautätigkeit wuchs die Bevölkerung und es entstanden neue Stadtteile, wie zum Beispiel die „Gartenstadt“. Im Stadtteil Friedlingen siedelten sich zudem Textilbetriebe aus der Schweiz an. Am 16. August 1929 wurde Weil mit seinen damaligen Ortsteilen Friedlingen, Leopoldshöhe und Otterbach zur Stadt erhoben und der Name „Weil am Rhein“ verliehen. Ab 1934 entstand der Rheinhafen. 
Zu Beginn des Zweiten Weltkriegs (1939) wurde ein Teil der Bevölkerung einiger Markgräfler Dörfer in Grenznähe evakuiert. Bereits vor Weihnachten 1939 wurde die Rückreise organisiert. Der Rückreisezug von Oberstdorf nach Müllheim verunglückte bei Markdorf (Eisenbahnunfall bei Markdorf), wobei 101 Menschen umkamen – davon 27 aus Weil.
Am 24. April 1945 wurde die Stadt kampflos der 3. Kampfgruppe der französischen 9. Kolonialen Infanteriedivision übergeben, die zu einem Vorstoß entlang des Hochrheins anrückte und von nachfolgenden Einheiten besetzt. Am 14. Juni 1945 lotete der von der französischen Militärregierung eingesetzte Bürgermeister, Rudolf Kraus, ohne Wissen der Militärregierung mit Vertretern des Kantons Basel-Stadt in einer Geheimverhandlung die Aufnahme der Stadt Weil am Rhein in den Kanton Basel-Stadt und die Eidgenossenschaft aus, was von schweizerischer Seite aber abgelehnt wurde.
Nach dem Zweiten Weltkrieg wuchs die Bevölkerung durch die Ansiedlung von Heimatvertriebenen und Flüchtlingen erneut rasch an. Damals gehörte die Stadt zum Landkreis Lörrach im Land Baden und ab 1952 zum Regierungsbezirk Südbaden des Landes Baden-Württemberg. 1971 wurde die Nachbargemeinde Ötlingen eingegliedert. Bereits 1970 hatte die Einwohnerzahl die Grenze von 20.000 Einwohnern überschritten, sodass Weil am Rhein auf Antrag der Stadtverwaltung von der Landesregierung von Baden-Württemberg mit Wirkung vom 1. Januar 1972 an zur Großen Kreisstadt erhoben wurde. Seit der Kreisreform von 1973 gehört Weil am Rhein mit dem Landkreis Lörrach zum Regierungsbezirk Freiburg und wurde zeitgleich Teil des neu gegründeten Regionalverbands Hochrhein-Bodensee. 1975 wurden die Gemeinden Haltingen und Märkt eingemeindet. Damit erreichte das Stadtgebiet seine heutige Ausdehnung.
Im Jahr 1986 wurde anlässlich des 1200-jährigen Jubiläums der ersten urkundlichen Erwähnung ein umfangreiches Kultur- und Festprogramm organisiert.
1999 war Weil am Rhein Gastgeber der Landesgartenschau Baden-Württemberg „Grün 99“.

### Haltingen
Haltingen wurde 767 als Haholtinga erstmals erwähnt. Im 10./11. Jahrhundert kam der Ort an die Bischöfe von Basel. Am 14. April 1139 bestätigte der Papst dem Basler Bischof Ortlieb den Besitz über „den Hof von Haltingen mit der Kirche“. Später wurde der Ort an das Kloster St. Blasien verschenkt. Die Herren von Rötteln hatten den Ort zu Lehen, und so kam der Ort an die Markgrafschaft Hachberg-Sausenberg und damit 1503 an Baden. Haltingen gehörte ebenso wie Weil zum Oberamt Rötteln und ab 1809 zum Oberamt Lörrach. Im Zweiten Weltkrieg wurde das Dorf fast vollständig zerstört.

### Märkt

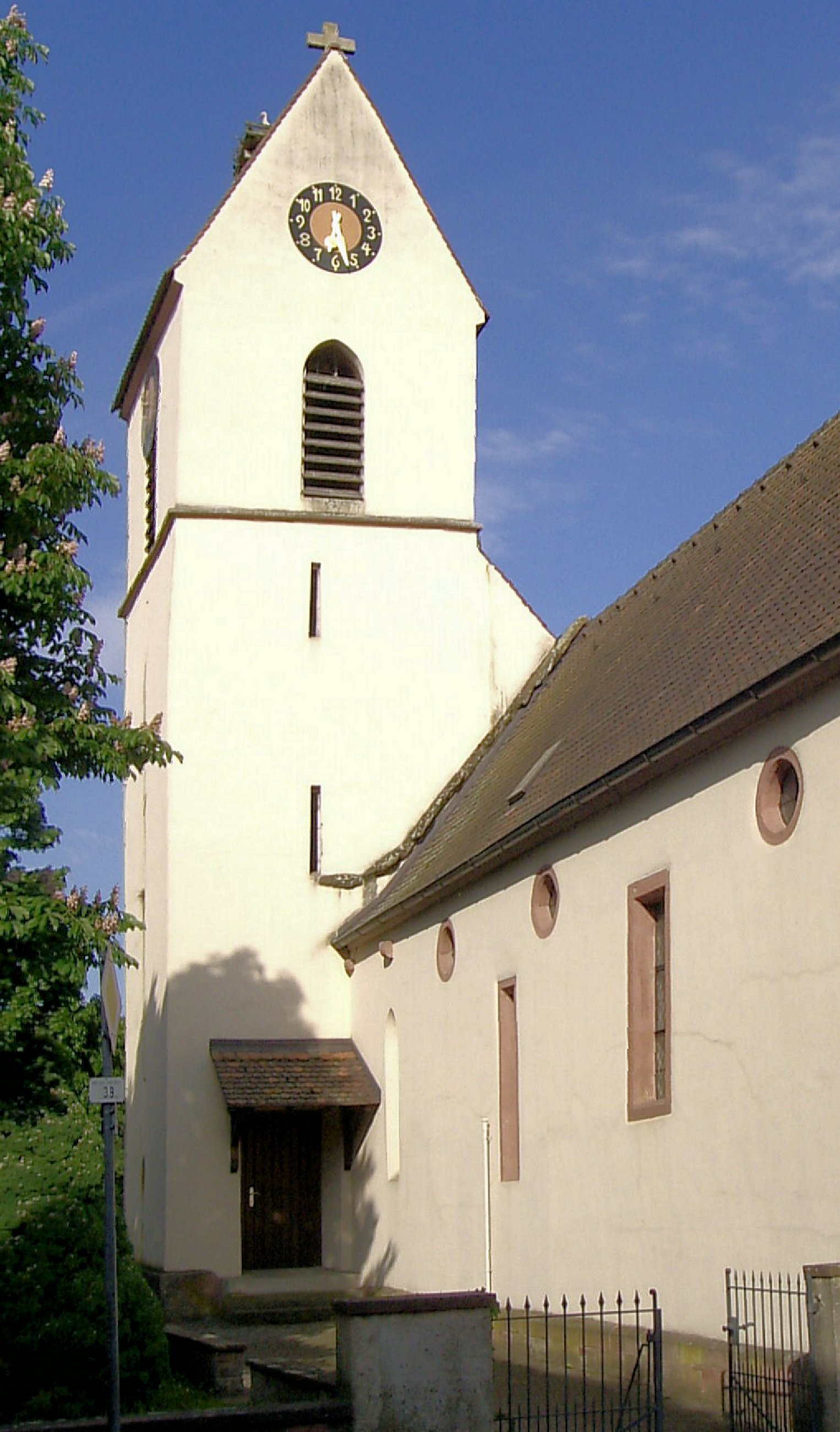
Evangelische Kirche im Stadtteil Märkt

Märkt wurde erstmals 1169 als Matro erwähnt. Er gehörte als Lehen der Basler Bischöfe den Herren von Rötteln und kam über die Markgrafschaft Hachberg-Sausenberg an Baden. Auch Märkt gehörte zunächst zum Oberamt Rötteln und ab 1809 zum Oberamt Lörrach.

### Ötlingen
Das Dorf Ötlingen liegt auf dem Rechberg oder auch Käferholzberg genannten Seitenriegel des Tüllinger Bergs. Die Siedlung wurde erstmals im Jahre 1064 als Ottlinchoven urkundlich erwähnt. Die eng aneinander liegenden Häuser und Höfe zeigen deutlich die Anlage als Wehrdorf. Ötlingen war in der Hauptsache ein Freigut der Herren von Rötteln und ihrer Erben. Daneben gab es noch Eigentum und Rechte kleiner Adeliger und verschiedener Klöster. 1971 wurde Ötlingen im Zuge der Gemeindereform nach Weil am Rhein eingemeindet. Auf der Süd- und Südwestseite ist Ötlingen von Weinbergen gesäumt. Nördlich und östlich befinden sich Ackerland und Obstwiesen.

### Friedlingen
Friedlingen und Otterbach sind heute Stadtteile von Weil am Rhein. Den Namen Friedlingen erhielt der Stadtteil im Jahr 1650 durch Markgraf Friedrich V. zur Erinnerung an den Westfälischen Frieden. Zuvor wurde der wohl erstmals 1280 erwähnte Ort „Ötlikon“ genannt. Ötlikon ist aber nicht mit dem Stadtteil „Ötlingen“ zu verwechseln. Sowohl Friedlingen als auch Otterbach gehörten wohl stets zu Weil. Im späteren Friedlingen gab es ein Weiherschloss, das ursprünglich Schloss Ötlikon und später Burg Friedlingen genannt wurde und sich im Besitz der Herren von Rötteln befand. Vermutlich wurde es beim Basler Erdbeben von 1356 zerstört und durch die Münch von Münchenstein wieder aufgebaut. Sie verkauften es 1368 an die Markgrafen von Hachberg-Sausenberg. Diese wiederum veräußerten es als Pfand an die „von Bärenfels“, die „Rappenberger“ (1579–1613) und die „von Rotberg“ (ab 1620). Die neuen Herren gaben es verschiedenen Herrschaften zu Lehen. 1445 wurde das Schloss von den Eidgenossen in Brand gesteckt, im Dreißigjährigen Krieg schwer beschädigt und im Jahre 1640, im Tausch gegen die Ortschaft Hertingen, vom Markgrafen wiederaufgebaut. 1678 wurde das Schloss im Holländischen Krieg von den Franzosen stark zerstört und 1702 in der Schlacht bei Friedlingen derart beschädigt, dass es abgerissen werden musste. Vom Dorf Friedlingen blieben ebenfalls nur wenige Häuser übrig. So verkaufte der Markgraf das Kammergut Friedlingen 1750/1753 an Weiler Bauern und an die Gemeinde. Der Friedlinger und der Weiler Bann wurden miteinander vereinigt.
Von 1680 bis 1815 litt Friedlingen schwer unter der Nachbarschaft der Festung im mittlerweile französischen Hüningen, deren Vorwerk auf der Schusterinsel sowie dem rechtsrheinischen Brückenkopf. Im französischen Hüningen hatten sich seit dem 20. April 1848 deutsche Handwerksgesellen gesammelt, die dann durch Nachzügler der Deutschen Demokratischen Legion und versprengte Freischärler der bisherigen Gefechte verstärkt wurden. Am 25. April stieß eine Gruppe auf deutsches Gebiet vor und setzte sich unter Führung von August Willich auf der Schusterinsel fest. Am 27. April – nach Bekanntwerden der Niederlage Herweghs im Gefecht bei Dossenbach – zogen sich diese Freischärler jedoch wieder nach Frankreich zurück.
Erst im 19. Jahrhundert gewann Friedlingen durch die Ansiedlung von Industrie und dem neu entstehenden Ortsteil wieder an Bedeutung.
Friedlingen gilt heute als sozialer Brennpunkt. So erlangte der Stadtteil internationale Aufmerksamkeit, als nach den sexuellen Übergriffen durch Migranten in der Silvesternacht 2015/16 in Deutschland bekannt wurde, dass auch dort Minderjährige vergewaltigt worden waren.

### Otterbach
Otterbach war ab 1488 ein Sumpfgebiet zwischen Weil und Kleinbasel, das 1640 teilweise an Kleinbasel gelangte. Auf dem bei Baden verbliebenen Teil stand das baslerische Otterbachgut, das zu Friedlingen gehörte. In den 1930er Jahren entstand in Otterbach eine Arbeitersiedlung, die den alten Namen Otterbach erhielt.

### Eingemeindungen
Folgende Gemeinden wurden in die Stadt Weil am Rhein eingemeindet:
- 1. Dezember 1971: Ötlingen[21]
- 1. Januar 1975: Haltingen und Märkt[22]

Wappen der früheren Gemeinden

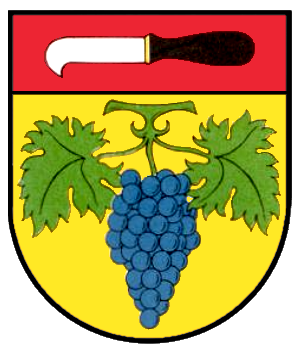
Haltingen
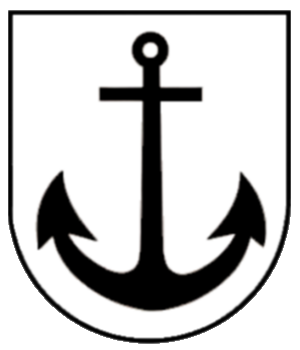
Märkt
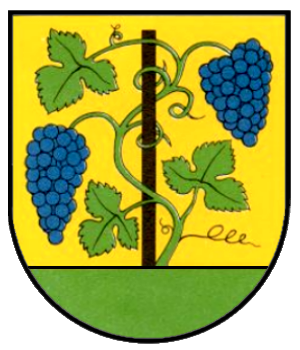
Ötlingen

### Einwohnerentwicklung
Einwohnerzahlen nach dem jeweiligen Gebietsstand. Die Zahlen sind Volkszählungsergebnisse (¹) oder amtliche Fortschreibungen der jeweiligen Statistischen Ämter (nur Hauptwohnsitze).
| Datum            | Einwohner |
| ---------------- | --------- |
| 1700             | 600       |
| 1756             | 688       |
| 1805             | 922       |
| 1836             | 1.056     |
| 1852             | 1.419     |
| 1. Dez. 1871     | 1.409     |
| 1. Dez. 1880 ¹   | 1.451     |
| 1. Dez. 1900 ¹   | 2.052     |
| 1. Dez. 1910 ¹   | 2.357     |
| 16. Juni 1925 ¹  | 4.565     |
| 16. Juni 1933 ¹  | 8.254     |
| 17. Mai 1939 ¹   | 9.181     |
| 13. Sept. 1950 ¹ | 10.507    |

| Datum          | Einwohner |
| -------------- | --------- |
| 6. Juni 1961 ¹ | 17.389    |
| 27. Mai 1970 ¹ | 20.298    |
| 31. Dez. 1975  | 26.826    |
| 31. Dez. 1980  | 26.076    |
| 25. Mai 1987 ¹ | 25.800    |
| 31. Dez. 1990  | 27.082    |
| 31. Dez. 1995  | 27.910    |
| 31. Dez. 2000  | 28.942    |
| 31. Dez. 2005  | 29.533    |
| 31. Dez. 2010  | 29.918    |
| 31. Dez. 2015  | 30.030    |
| 31. Dez. 2020  | 30.009    |
| 15. Mai 2022   | 31.476    |

¹ Volkszählungsergebnis

## Religionen
Weil gehörte zunächst zum Bistum Konstanz und war dem Archidiakonat Breisgau unterstellt. Im Jahr 1556 führte Markgraf Karl II. in Weil die Reformation ein. Danach war Weil eine überwiegend protestantische Gemeinde. Sie gehört zum Dekanat Lörrach der Evangelischen Landeskirche in Baden. Infolge des starken Wachstums der Gemeinde wurde die evangelische Pfarrei Weil 1937 geteilt. Es entstand die Westpfarrei, die seitdem Johannes-Pfarrei heißt. 1956 erhielt diese mit der Johanneskirche eine eigene Kirche. Seit 1957 bildet Friedlingen eine eigene evangelische Kirchengemeinde. Die „Friedenskirche“, die der Pfarrei den Namen gab, wurde 1963 als bisher jüngste evangelische Kirche in Weil am Rhein gebaut. Als weitere katholische Pfarrei entstand 1957 die Kuratie Friedlingen mit der „dem Guten Hirten geweihten“ Kirche. Die Kuratie wurde 1964 zur Pfarrei erhoben.
Auch in den Stadtteilen Haltingen, Märkt und Ötlingen gibt es jeweils eine evangelische Kirchengemeinde und eine alte Kirche. Auch diese Gemeinden gehören zum Dekanat Lörrach.
Im 19. Jahrhundert zogen wieder Katholiken nach Weil. Sie wurden zunächst von Stetten aus versorgt und erhielten 1904/05 mit Peter und Paul in der Diaspora-Siedlung Leopoldshöhe, wo sich zahlreiche katholische Eisenbahn- und Zollbeamte angesiedelt hatten, eine neue, eigene Kirche (mit drei Altären der Gebrüder Moroder), die 1937 zur Pfarrei erhoben wurde. In Haltingen wurde 1964 eine katholische Pfarrei errichtet, nachdem bereits 1936/38 nach dem Bau der Marienkirche eine Pfarrkuratie errichtet worden war. Zur Gemeinde gehören auch die Katholiken in Märkt und in Ötlingen. Die katholischen Gemeinden im Weiler Stadtgebiet gehören heute zum Dekanat Wiesental des Erzbistums Freiburg.
Neben den beiden großen Kirchen gibt es in Weil am Rhein auch Gemeinden, die zu Freikirchen gehören, darunter zwei baptistische, evangelisch-freikirchliche Gemeinden. Auch die Neuapostolische Kirche ist in Weil am Rhein vertreten.
Vor allem durch Einwanderung aus muslimischen Ländern, insbesondere aus der Türkei, ist auch der Islam in Weil am Rhein vertreten. In der Tullastraße im Gewerbegebiet Friedlingen befindet sich die DİTİB-Moschee Eyüp Sultan Camii.

## Politik
Als Große Kreisstadt unterliegt Weil am Rhein der Fach- und Rechtsaufsicht des Regierungspräsidiums Freiburg.

### Gemeinderat
Auch nach der Kommunalwahl vom 9. Juni 2024 setzt sich der Gemeinderat von Weil am Rhein aus 26 Gemeinderäten zusammen. Die Gewählten gehören sechs verschiedenen Parteien oder politischen Vereinigungen an. Die Wahl führte zu dem in den folgenden Diagrammen dargestellten Ergebnis:

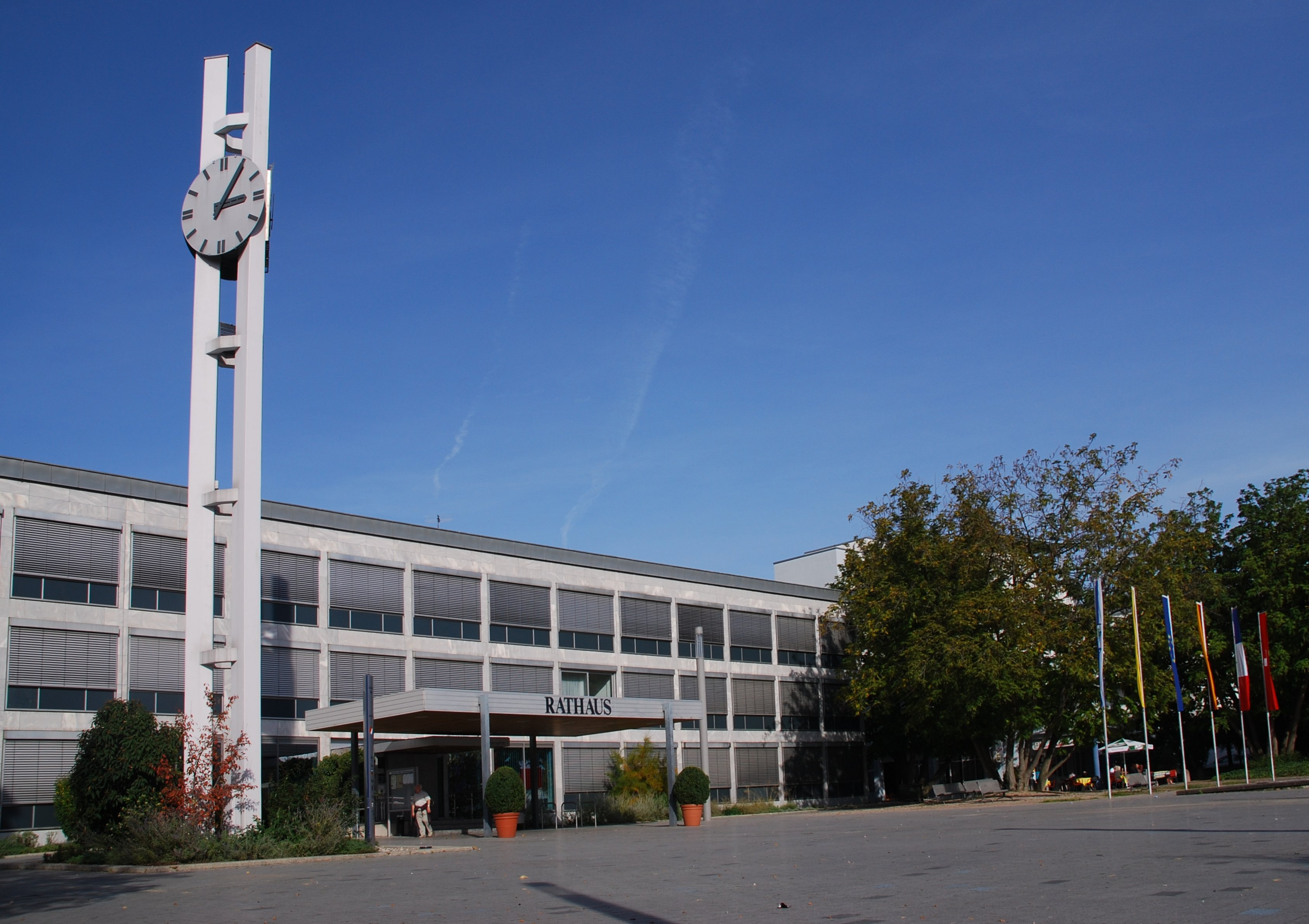
Rathaus von Weil am Rhein

| Kommunalwahl 2024Wahlbeteiligung: 49,5 % (2019: 49,3 %) %3020100 25,2 %20,6 %18,3 %14,5 %10,0 %11,5 % UFWaGrüneCDUSPDFDP/FBeAfDGewinne und Verlusteim Vergleich zu 2019 %p 12 10 8 6 4 2 0 −2 −4 −6−1,1 %p−4,9 %p−1,1 %p−2,3 %p−2,1 %p+11,5 %pUFWGrüneCDUSPDFDP/FBAfDAnmerkungen:a Unabhängige Freie Wählere FDP/Freie Bürger | Sitzverteilung 2024 im Gemeinderat WeilInsgesamt 26 Sitze - SPD: 4 - Grüne: 5 - UFW: 6 - FDP/Freie Bürger: 3 - CDU: 5 - AfD: 3 Sitzverteilung 2019 (zum Vergleich) |

### Stadtoberhaupt

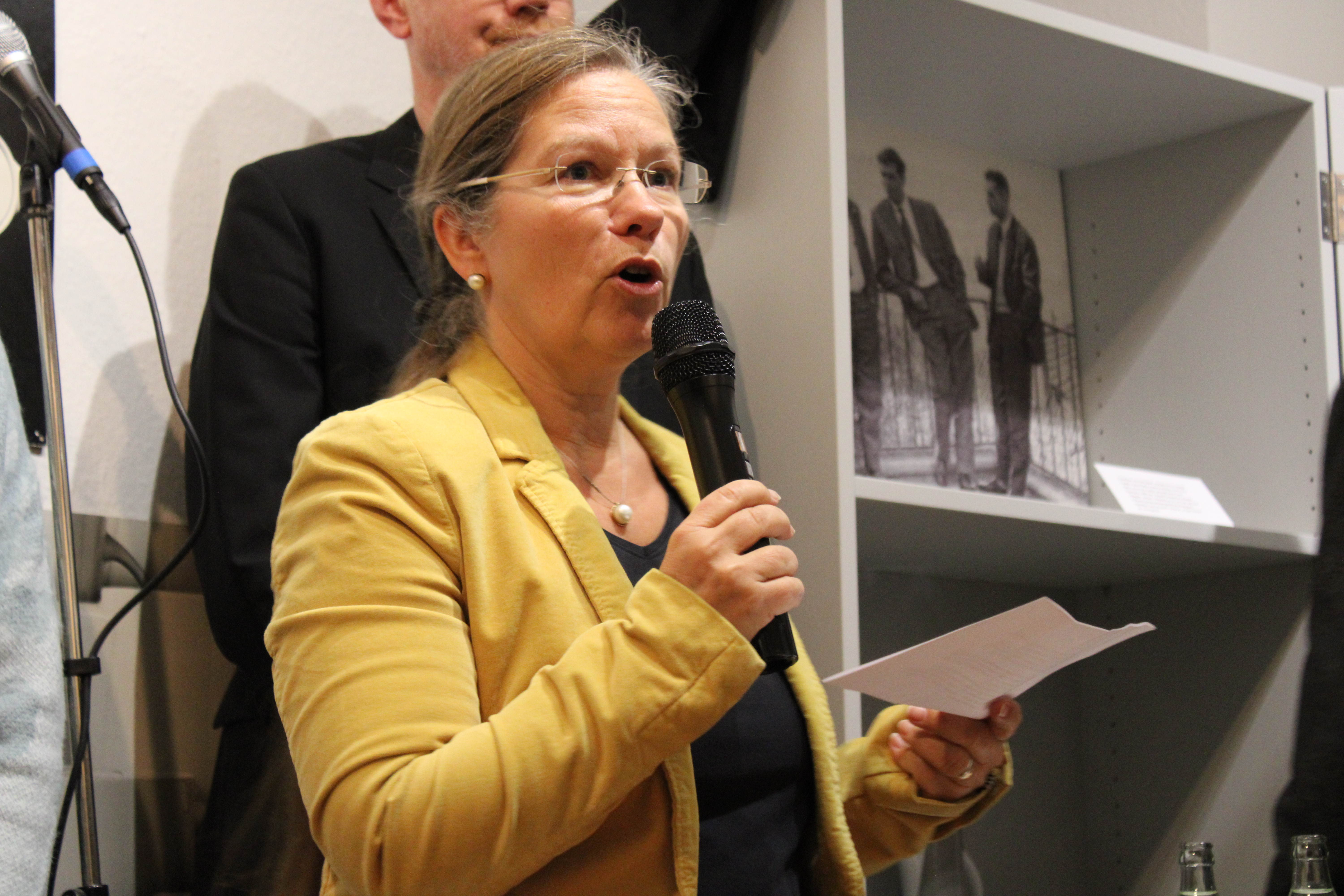
Diana Stöcker: seit 2024 die Oberbürgermeister von Weil am Rhein

An der Spitze der Gemeinde Weil stand in früherer Zeit der herrschaftliche Vogt. Er wurde durch einen Stabhalter, der von 1560 bis 1822 bezeugt ist, unterstützt. Zur Vogtei Weil gehörten auch die Orte Friedlingen, Tüllingen und Klein-Hüningen. Seit 1715 gab es ferner vier bis sechs Beisitzer und vier Geschworene. Seit 1833 steht ein Bürgermeister an der Spitze der Gemeinde. Ihm steht seither der Gemeinderat zur Seite. Seit der Erhebung zur Großen Kreisstadt 1972 trägt das Stadtoberhaupt die Amtsbezeichnung Oberbürgermeister. Dieser wird heute von den Wahlberechtigten für eine Amtszeit von acht Jahren direkt gewählt. Er ist Vorsitzender des Gemeinderats. Sein allgemeiner Stellvertreter ist der Erste Beigeordnete mit der Amtsbezeichnung Bürgermeister.
| Jahre     | Name                    | Amt           |           | Jahre                        | Name                                     | Amt |
| 1782–1804 | Hans Georg Lienin       | Vogt          | 1864–1870 | Johann Jakob Fingerlin       | Bürgermeister                            |     |
| 1804–1814 | Hans Georg Ziegler      | Vogt          | 1870–1876 | Johann Hauser                | Bürgermeister                            |     |
| 1814–1818 | Hans Georg Lienin       | Vogt          | 1876–1904 | Georg Friedrich Lienin       | Bürgermeister                            |     |
| 1818–1822 | Hans Georg Ziegler      | Vogt          | 1904–1918 | Philipp Johann Bertsch       | Bürgermeister                            |     |
| 1822–1833 | Martin Reinert          | Vogt          | 1919–1933 | Rudolf Kraus                 | Bürgermeister                            |     |
| 1833–1835 | Georg Friedrich Ziegler | Bürgermeister | 1933–1936 | Walter Hennes                | Bürgermeister                            |     |
| 1835–1840 | Johann Mehlin           | Bürgermeister | 1936–1945 | Wilhelm Schellenberg (NSDAP) | Bürgermeister                            |     |
| 1840–1841 | Johann Sütterlin        | Bürgermeister | 1945–1946 | Rudolf Kraus                 | Bürgermeister                            |     |
| 1842–1847 | Johann Jakob Glattacker | Bürgermeister | 1946–1957 | Peter Hartmann (FDP)         | Bürgermeister                            |     |
| 1847–1848 | Fridlin Ziegler         | Bürgermeister | 1957–1965 | Wilhelm Schellenberg         | Bürgermeister                            |     |
| 1848–1849 | Fridlin Frey            | Bürgermeister | 1965–1984 | Otto Boll                    | Bürgermeister, ab 1972 Oberbürgermeister |     |
| 1849      | Georg Friedrich Ziegler | Bürgermeister | 1984–2000 | Peter Willmann (CDU)         | Oberbürgermeister                        |     |
| 1849–1856 | Johann Jakob Glattacker | Bürgermeister | 2000–2024 | Wolfgang Dietz (CDU)         | Oberbürgermeister                        |     |
| 1856–1861 | Max Hodel               | Bürgermeister | 2024–     | Diana Stöcker (CDU)          | Oberbürgermeisterin                      |     |
| 1862–1864 | Georg Friedrich Ziegler | Bürgermeister |           |                              |                                          |     |

### Wappen

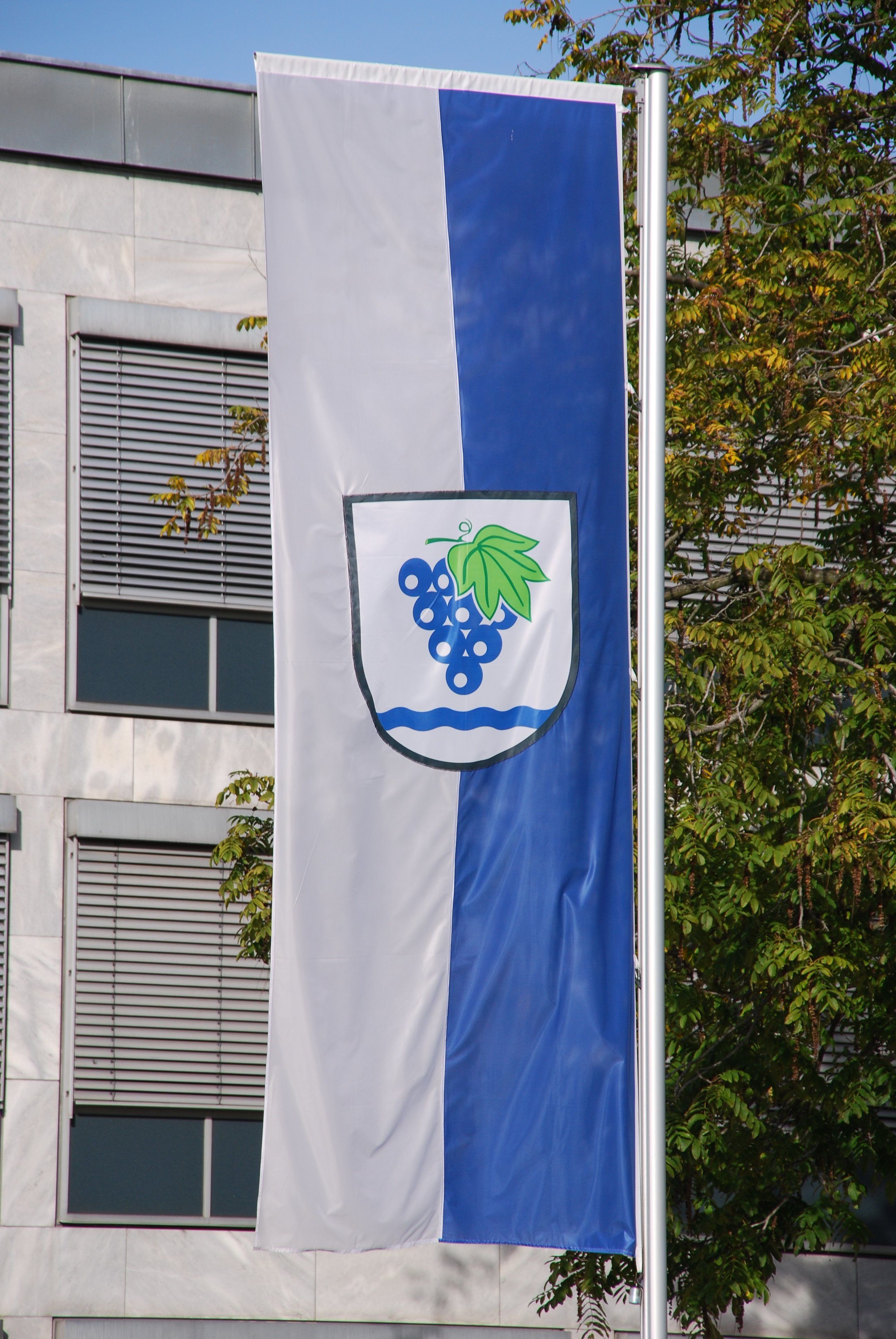
Flagge mit dem Wappen der Stadt Weil am Rhein

Das Wappen von Weil am Rhein zeigt in Silber eine stilisierte blaue Weintraube mit acht sichtbaren Beeren und grünem Blatt über einem erniedrigten blauen Wellenbalken. Die Stadtflagge ist blau-weiß. Wappen und Flagge wurden vom Innenministerium Baden-Württemberg am 6. August 1962 verliehen.
Bis ins 18. Jahrhundert trug die Gemeinde Weil ein Rebmesser und die Initiale „W“ in ihren Siegeln. Das Rebmesser wurde 1811 durch eine Weintraube ersetzt. Nach der Stadterhebung 1929 wurde die Traube in einen Wappenschild gesetzt. Ab 1952 bemühte sich die Stadt um eine amtliche Festlegung des Wappens, was 1962 zur Wappenverleihung führte. Neben dem Weinbausymbol wurde der Wellenbalken als Hinweis auf den Rhein gewählt. Die Wappen der in den 1970er Jahren eingegliederten Gemeinden trugen ebenfalls Weinbausymbole oder Symbole in Bezug auf den Rhein, und so stellt das 1962 verliehene Weiler Wappen auch eine Verbindung zu den heutigen Stadtteilen dar.

### Städtepartnerschaften
Mit den Schweizer Kantonen Basel-Stadt und Basel-Landschaft sowie dem Elsass verbinden die Stadt zahlreiche Institutionen grenzüberschreitender Zusammenarbeit. Die so genannte RegioTriRhena verbindet die gemeinsame Geschichte und der Dialekt, der in jeweiligen Varianten gesprochen wird. Die benachbarte Kreisstadt Lörrach ist zwar immer noch der traditionelle Konkurrent, aber auf vielen Ebenen gibt es in neuerer Zeit eine sinnvolle Zusammenarbeit.
Nationale und internationale Partnerstädte sind seit 1962 das benachbarte Huningue (Hüningen) in Frankreich, seit 1987 das Seebad Bognor Regis, jetzt District Arun in Großbritannien und seit 1990 Trebbin in Brandenburg.

## Kultur und Sehenswürdigkeiten
In Weil am Rhein beginnt die Badische Weinstraße, die an vielen Sehenswürdigkeiten vorbeiführt. Vom Stadtkern zum Stadtteil Ötlingen führt der Weiler Weinweg, mit Blick auf das Rheintal.
Das Kulturzentrum mit seinen 20 Künstlerateliers bietet u. a. stetig wechselnde kulturelle Veranstaltungen wie zum Beispiel Theater, Kino und Konzerte.
Der Kunstraum Kieswerk ist ein Industriedenkmal, das heute als Galerie und Atelier genutzt wird.
24 Stops, auch Rehberger-Weg, heißt ein Skulpturenweg (moderne abstrakte Kunst) zwischen dem Campus der Firma Vitra und dem Schweizer Museum Fondation Beyeler in Riehen, über ca. 5 km Länge (seit 2015).

### Kleindenkmale
Die seit ca. 2010 geführte Kleindenkmale-Liste des Landkreises Lörrach für Weil am Rhein zählt fast 100 Objekte, mit zunehmender Tendenz, darunter finden sich z. B. die auf der Gemarkung stehenden Rheinmarken. Für Weils „Hausberg“ Tüllinger Berg wurde vom Trinationalen Umweltzentrum und dem Kreisarchiv ein Wanderführer aufgelegt.

### Museen

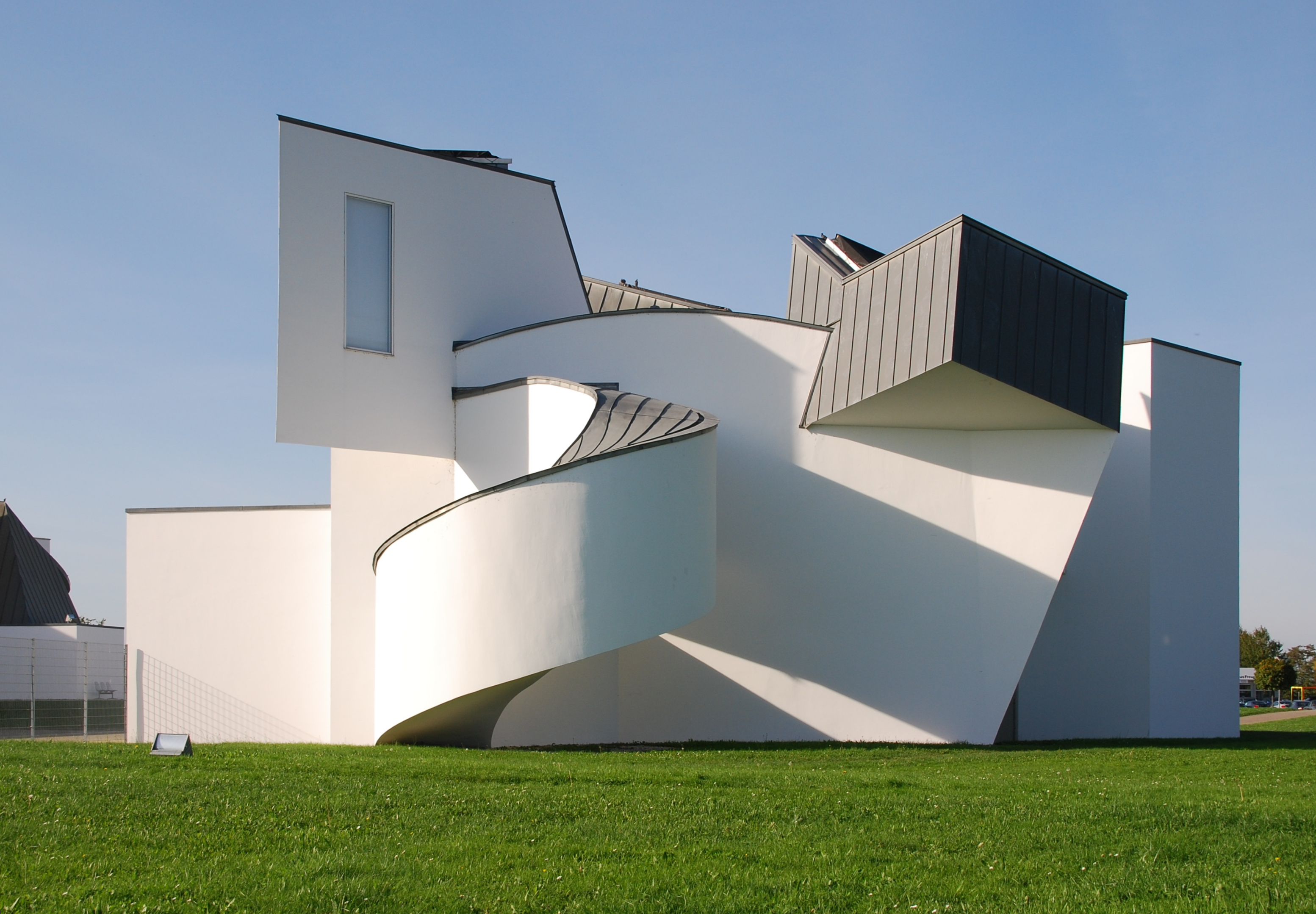
Vitra Design Museum

Das Museum am Lindenplatz befindet sich in einem klassizistischen Gebäude aus dem Jahre 1845. Hier werden wechselnde Ausstellungen zu kulturhistorischen Themen, unter anderem zu Stadtarchäologie, Kunstgewerbe, Literatur und Musik präsentiert.
Auf der Kandertalbahn vom Stadtteil Haltingen nach Kandern fährt heute eine Museumsbahn.
Das von Frank Gehry entworfene Vitra Design Museum zählt zu den bedeutendsten Sammlungen des Möbeldesigns in Europa. Auf dem anschließenden Fabrikgelände (auch: Vitra Campus) befinden sich diverse architektonisch ausgefallene Bauten. Unter anderem der von Carsten Höller im Juni 2014 entworfene 31 Meter hohe Uhr- und Rutschturm. Sie bilden ihrerseits eine Sammlung der zeitgenössischen Industrie-Architektur.
Des Weiteren gibt es ein Landwirtschaftsmuseum und in der Stadt das Museum Weiler Textilgeschichte. Der Stadtteil Ötlingen verfügt mit der Dorfstube über ein eigenes Museum.

### Veranstaltungen
Weil am Rhein verfügt über ein umfangreiches Angebot an Veranstaltungen, die weit über die Grenzen der Stadt auf Resonanz stoßen.
Hier einige Beispiele:
- Markgräfler Musikzauber – Volksmusikfestival im Dreiländergarten
- Kieswerk-Open Air, Kino und Kultur im Dreiländergarten
- MPS Mittelalter Spectaculum – Dreitägiges Mittelalterfestival im Dreiländergarten
- Internationales Walter-Waibel-Turnier für E- und D-Junioren der Jugendabteilung des SV Weil
- Altwiler Stroßefäscht
- Bläserfestival
- Weiler Bluesnacht
- Buurefasnacht
- Art Dorf Ötlingen
- Grenzenlos-Festival
- Zinkemania Gugge-Festival
- Baden In Blut Metal Festival

### Bauwerke

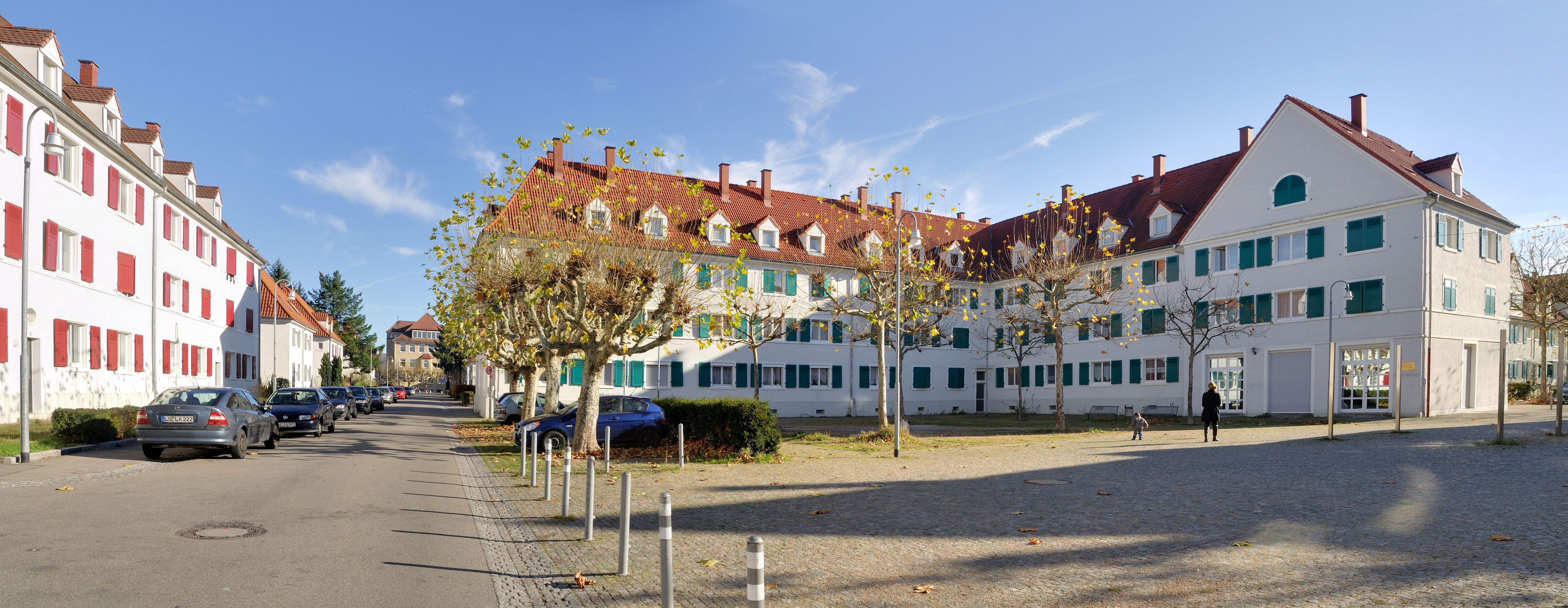
Arbeitersiedlungen am Marktplatz in der Gartenstadt

Eines der ältesten Gebäude der Stadt und eines ihrer Wahrzeichen ist das sogenannte Stapflehuus, ein wohl um die Mitte des 16. Jahrhunderts erbautes ehemaliges Herrenhaus mit Staffelzinnen, das Sitz eines Röttler Obervogtes war. Es diente zudem als Amtssitz mit Empfangs- und Kanzleiräumen. Heute wird es als städtische Galerie und für Empfänge genutzt.
Das Rathaus wurde am 5. Juni 1964 eingeweiht. Es sollte den Beginn einer neuen Stadtmitte repräsentieren. Vor dem Rathaus wurde ein Uhrenturm errichtet, der die im Dreiländereck aneinanderstoßenden Länder Deutschland, Frankreich und Schweiz symbolisiert.
Die evangelische Kirche Alt-Weil wurde 1791 erbaut und erhielt 1906 einen höheren Turm. Zuvor gab es an gleicher Stelle schon einen wesentlich kleineren Vorgängerbau, der bereits 786 im Besitz des Klosters St. Gallen war. 1956 entstand im Westen Weils die Johanneskirche für die Leopoldshöhe und Otterbach. 1963 wurde die Friedenskirche in Friedlingen erbaut. Auf der Leopoldshöhe wurde 1904/05 die erste katholische St.-Peter-und-Paul-Kirche errichtet, die Ende der 1980er Jahre durch einen Neubau ersetzt wurde. 1957 entstand in Friedlingen die Kirche Zum Guten Hirten, ein moderner Hallenbau mit freistehendem Turm.
In Haltingen wurde die dortige alte evangelische St.-Georgs-Kirche 1718 umgebaut, der ältere Turm blieb dabei erhalten. Die Katholiken des Ortes erhielten 1936 die Marienkirche. Die Kirche in Märkt geht auf das 14. Jahrhundert zurück. Im Chor befinden sich Wandmalereien des 15. Jahrhunderts, die 1959 restauriert wurden. Die Ötlinger Kirche wurde 1410 bis 1420 erbaut, geht jedoch auf eine noch frühere Kirche zurück. Auch in dieser Kirche sind spätgotische Freskenbilder zu bewundern.

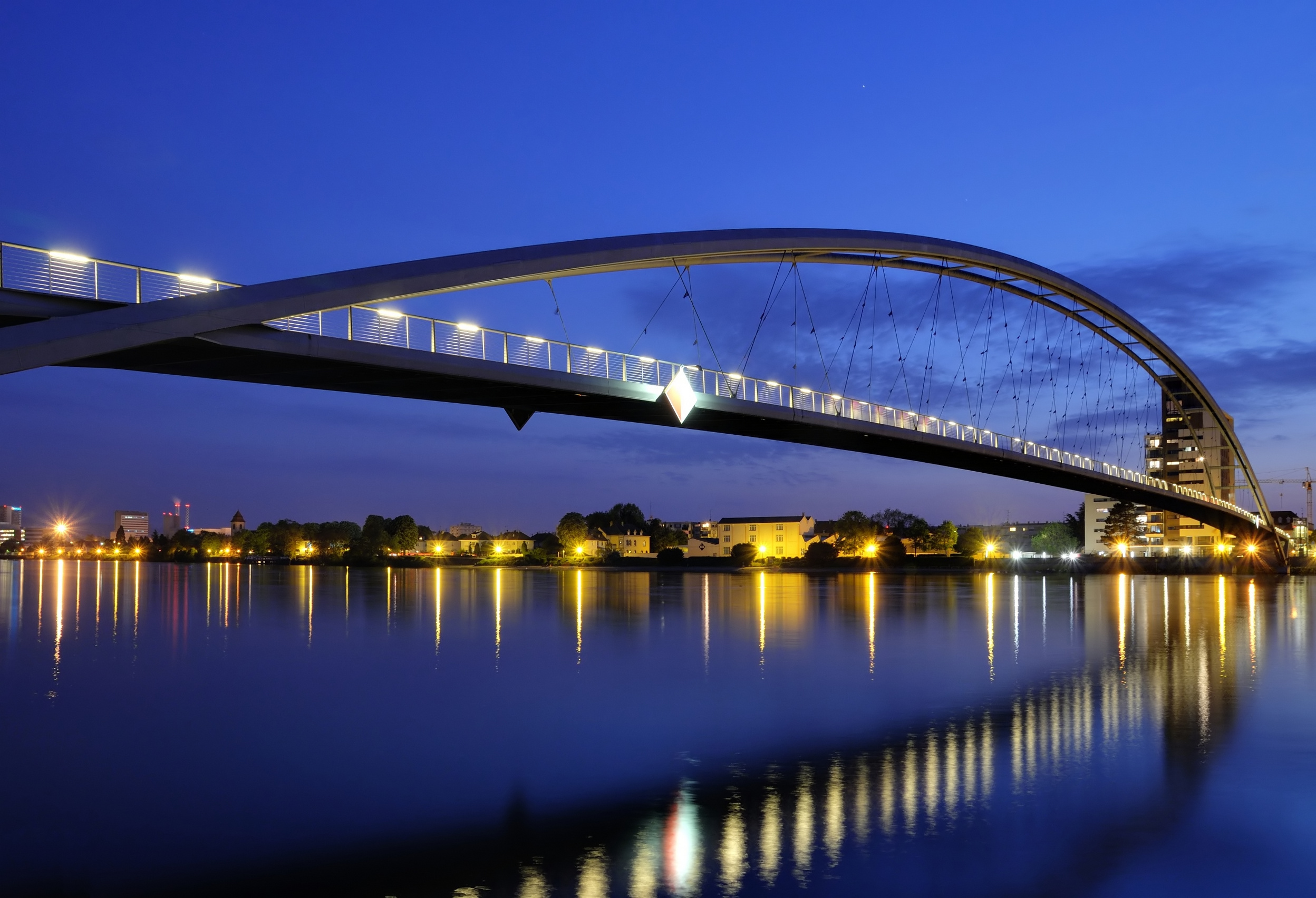
Dreiländerbrücke

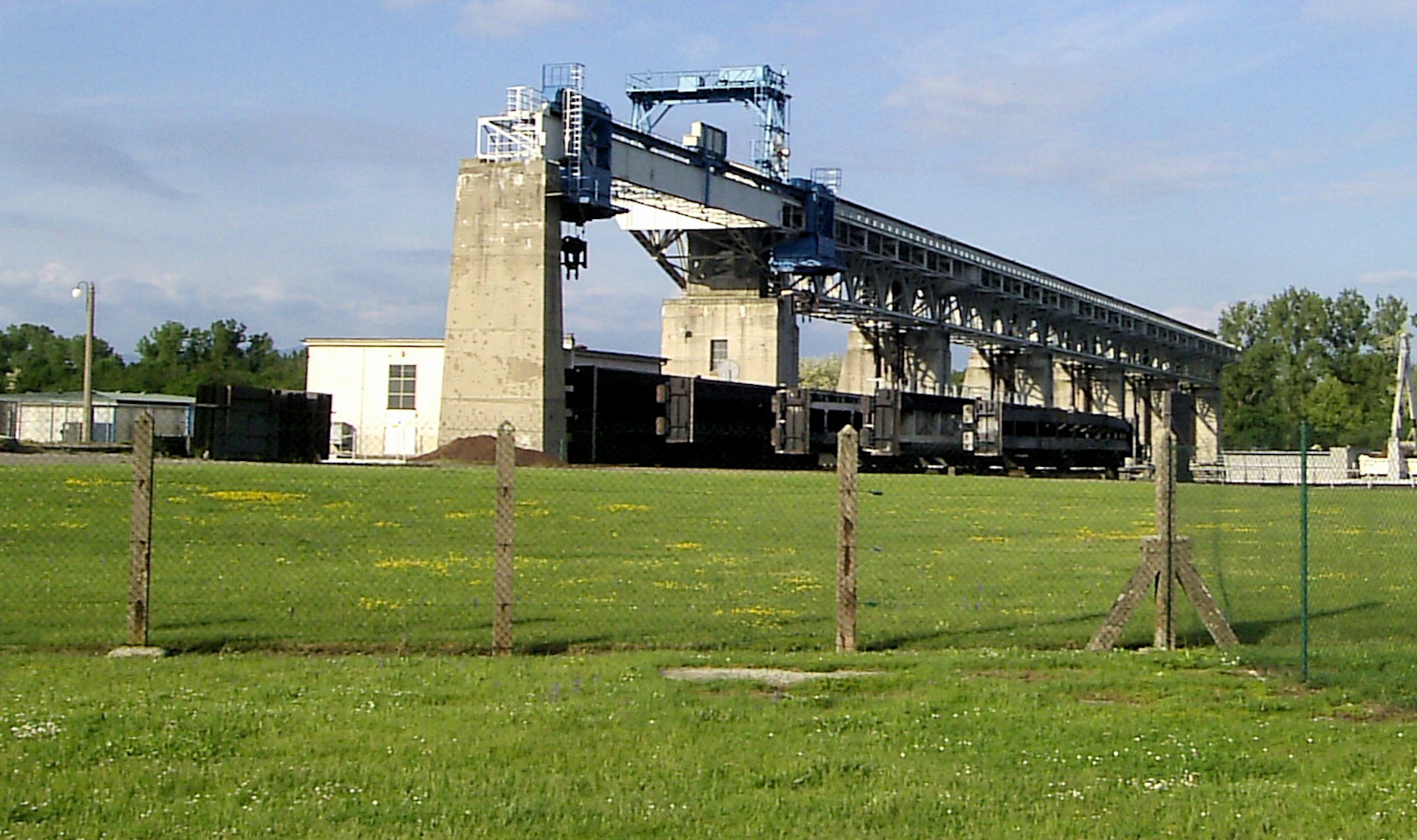
Stauwehr Märkt

Mit dem Gebäude der inzwischen aufgelösten Vitra-Werkfeuerwehr und dem Landscape Formation One von Zaha Hadid sowie dem Pavillon von Tadao Ando bietet die Stadt weitere Anlaufpunkte für Architekturinteressierte. Weil am Rhein bezeichnet sich als „Stadt der Stühle“ und lockt damit zahlreiche Besucher an. Ausgestellt sind diese überdimensionalen Stühle auf dem Gelände des Vitra Design Museums und an vielen anderen Stellen in der Stadt.
Am 24. April 1991 wurde das Rheincenter mit etwa 65 Geschäften in Weil am Rhein/Friedlingen eröffnet.
Im Rahmen der Baumaßnahmen für die Landesgartenschau im Jahre 1999 wurde eine stählerne Wendeltreppe erstellt, die nach der planenden Ingenieurgruppe sbp als Schlaichturm bezeichnet wird. Sie ermöglicht Fußgängern den Zugang zu Sportanlagen, dem Erlebnisbad Laguna sowie zum Gelände der Landesgartenschau.
Die 2006/2007 erbaute, vom Architekten Dietmar Feichtinger entworfene Dreiländerbrücke zwischen Weil am Rhein und Huningue ist mit 229,40 Metern die längste freitragende Fußgänger- und Radfahrerbrücke der Welt. Die einzige Verbindung zwischen der Leopoldshöhe und Friedlingen ist die über die Gleisanlagen der Deutschen Bahn AG führende Friedensbrücke, die 1908 erbaut, während des Zweiten Weltkrieges gesprengt und 1950 saniert dem Verkehr wieder übergeben wurde.
Das Stauwehr Märkt unmittelbar südwestlich des gleichnamig gelegenen Stadtteils riegelt den Rhein auf ganzer Breite ab und bildet den Ausgangspunkt des Rheinseitenkanals (französisch Grand Canal d’Alsace), der über eine Länge von 50 Kilometern parallel zum Altrhein in Richtung Norden nach Breisach führt. Das Wehr wurde von 1928 bis 1932 von Frankreich errichtet, das nach dem Versailler Vertrag von 1919 das Recht zur beliebigen Ableitung des Rheinwassers und zur Nutzung der Wasserkraft des Rheins besaß. Ein kleiner Teil des Wassers wird durch Öffnungen im Wehr, verbunden mit einer Fischtreppe, in das Bett des Altrheins geleitet. Das Stauwehr Märkt und das Kraftwerk Kembs regeln den Pegelstand des Rheins, dessen Rückstau bis in das Basler Hafengebiet reicht. Das von dem französischen Energieversorger Électricité de France betriebene Stauwehr wird bei Hochwasser geöffnet. Fußgänger und Radfahrer können das Wehr über einen schmalen Weg passieren. Auf der elsässischen Seite liegt die sechs Kilometer lange, vom Kanal und dem Altrhein flankierte Rheininsel Île du Rhin.
Am 7. Oktober 1944 wurde das Stauwehr durch britische Tallboy-Bomben zerstört.
Der Wasserturm Friedlingen liegt im gleichnamigen Stadtteil von Weil am Rhein und wurde 1908 errichtet.

### Parks

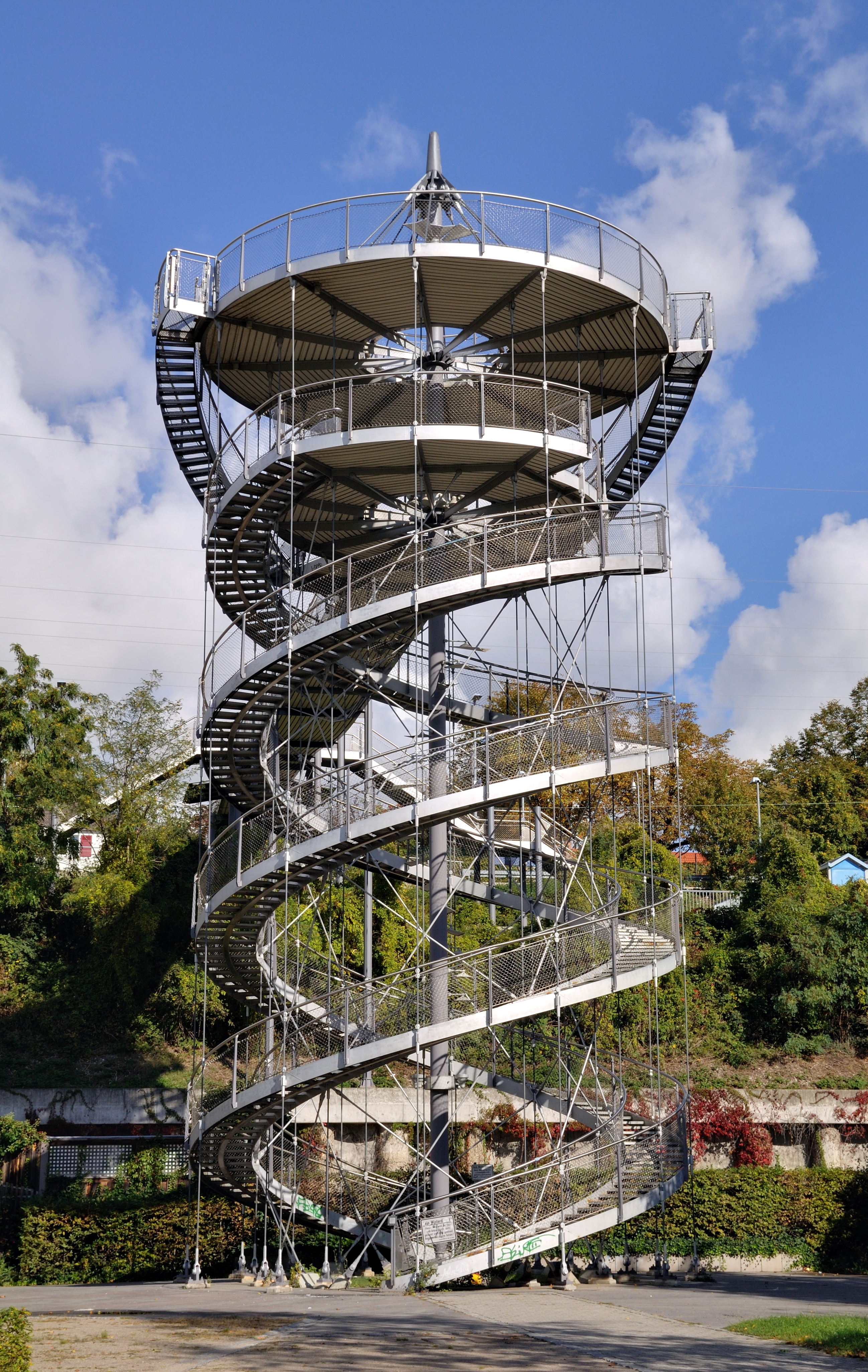
Aussichtsturm auf dem Gelände der Landesgartenschau

Unmittelbar am Rhein im Stadtteil Friedlingen befindet sich der Rheinpark. Er bietet große Rasenflächen mit Brunnen, einem Teich, Spielgeräten für Kinder und zahlreichen Bäumen und Ruhebänken. Auf dem Gelände des Rheinparks befanden sich vor 200 Jahren Teile des Brückenkopfes der Hüninger Festung. Am Rande von Alt-Weil findet man den kleinen Läublin-Park, der seinen Besuchern – ähnlich einem englischen Schlosspark – Ruhe und Beschaulichkeit zwischen den umgebenden Hauptverkehrsadern schenkt.
Die „Grün 99“ war eine Landesgartenschau, die Weil am Rhein im Jahr 1999 zu einer regionalen Attraktion erhob. Seither ist die Parkanlage an der Grenze zu Basel und eine Bushaltestelle der Linie 55 nach ihr benannt.

### Wiiler Buurefasnacht
Eine regionaltypische Besonderheit ist die Wiiler Buurefasnacht, die traditionell am Sonntag nach dem „normalen (rheinischen) Karneval“ stattfindet. Sie wurde nach dem Zweiten Weltkrieg ab 1958 wiederbelebt. Eine Woche nach dem Weiler Fasnachtsumzug mit parodistischen Wagen findet abends am Tüllinger Berg ein spektakuläres Scheibenschlagen statt, bei dem in prächtigen Fasnachtsfeuern angeglühte Holzscheiben an langen Stöcken wie Sternschnuppen über Pritschen gen Tal geschleudert werden, jeweils begleitet von guten oder schlechten Wünschen nach dem Motto: Schibi, schibo, wäm soll die Schiebe go? (Wem soll die Scheibe gelten?)
Als einheimische wie touristische Attraktion gilt seit Jahrzehnten das „Durchmachen der Nacht“, um anschließend den Beginn der Fasnacht, den Morgestraich, im benachbarten Basel zu bewundern. Mit Bus und Tram leicht zu erreichen, kann man dort erleben, wie die Stadt um Schlag vier Uhr morgens völlig verdunkelt wird und die Akteure mit großen Bilderlaternen, lauten Trommelschlägen und Piccoloflöten aus allen Ecken kommen und durch die Stadt marschieren.
Mit der Entwicklung des Stadtteils Leopoldshöhe und dem Zuzug von katholischen Bahnbediensteten und Zollbeamten aus dem Rheinland veränderte sich das Bild der Weiler Fasnacht kurzzeitig, denn diese wollten zur kalendermäßigen Fasnachtszeit „ihren Karneval“ feiern.
Mit dem Wachstum der Stadt wuchs auch die Narrenzunft. Clique um Clique schloss sich an, so dass sie heute zweiundzwanzig Gruppen zählt.

### Sport
Der Fußballverein SV Weil spielt derzeit in der Fußball-Landesliga und hat 660 Mitglieder, davon 330 Jugendliche. Er hat die größte Jugendabteilung im Bezirk Hochrhein und eine der größten im Südbadischen Fußballverband.
Der RSV Weil am Rhein spielte viele Jahre in der Rollhockey-Bundesliga und konnte dabei einige nationale Titel, u. a. Deutscher Rollhockey Meister (Herren) 1993, 1995, 2000 und 2004, Deutscher Pokalsieger (Herren) 1995, 1998, 2000 und Deutscher Jugendmeister 1979 und 1982, gewinnen. Seit 2004 tritt er, ausgestattet mit einer Sonderspielgenehmigung, sehr erfolgreich in der höchsten Schweizer Rollhockey-Liga Nationalliga A (NLA) an. In der Saison 2008/2009 konnte der RSV als erstes ausländisches Team einen nationalen Meistertitel in der Schweiz gewinnen. Neben der Schweizer Meisterschaft konnte in derselben Saison auch der Schweizer Pokal nach Weil geholt werden. Mit dem 2009 neu gegründeten RHC Friedlingen International gab es ab der Saison 2009/2010 eine zweite Weiler Rollhockeymannschaft, die 2012 Schweizer Meister wurde, sich aber unmittelbar danach wieder auflöste.
Der RSV Weil am Rhein hat neben einer Rollhockey-Mannschaft auch eine Rollkunstlauf-Abteilung.
Der zweitgrößte Sportverein der Stadt ist der ESV Weil am Rhein mit den Abteilungen Badminton, Handball, Kegeln, Leichtathletik, Schießen, Turnen und Tischtennis. Die Sportschützenabteilung des ESV ist einer der erfolgreichsten Schießsportvereine Deutschlands und schießt seit 1999 ununterbrochen in der Bundesliga Luftpistole. Neben einer Vielzahl an Einzel- und Mannschaftsmeistertiteln in verschiedenen Pistolen-Disziplinen auf Bundesebene, Medaillengewinnen bei Europa- und Weltmeisterschaften und der Entsendung eines Olympiateilnehmers 2004 konnte der Verein 2007 den Deutschen Mannschaftsmeistertitel in der Bundesliga Luftpistole erringen. Die Tischtennis-Abteilung des ESV spielt seit 2007 in der Tischtennis Regionalliga-Süd.
Der mitgliederstärkste Verein der Stadt ist der TV Weil 1884 e. V. Er ist ein Breitensportverein mit mehr als 1200 Mitgliedern. Er tritt vor allem durch seine Faustball- und Basketball-Abteilungen in Erscheinung. Der „Stammsitz“ des TV ist die Jahnhalle, die auch als eine „Ersatz-Stadthalle“ dient.

## Wirtschaft und Infrastruktur

### Verkehr

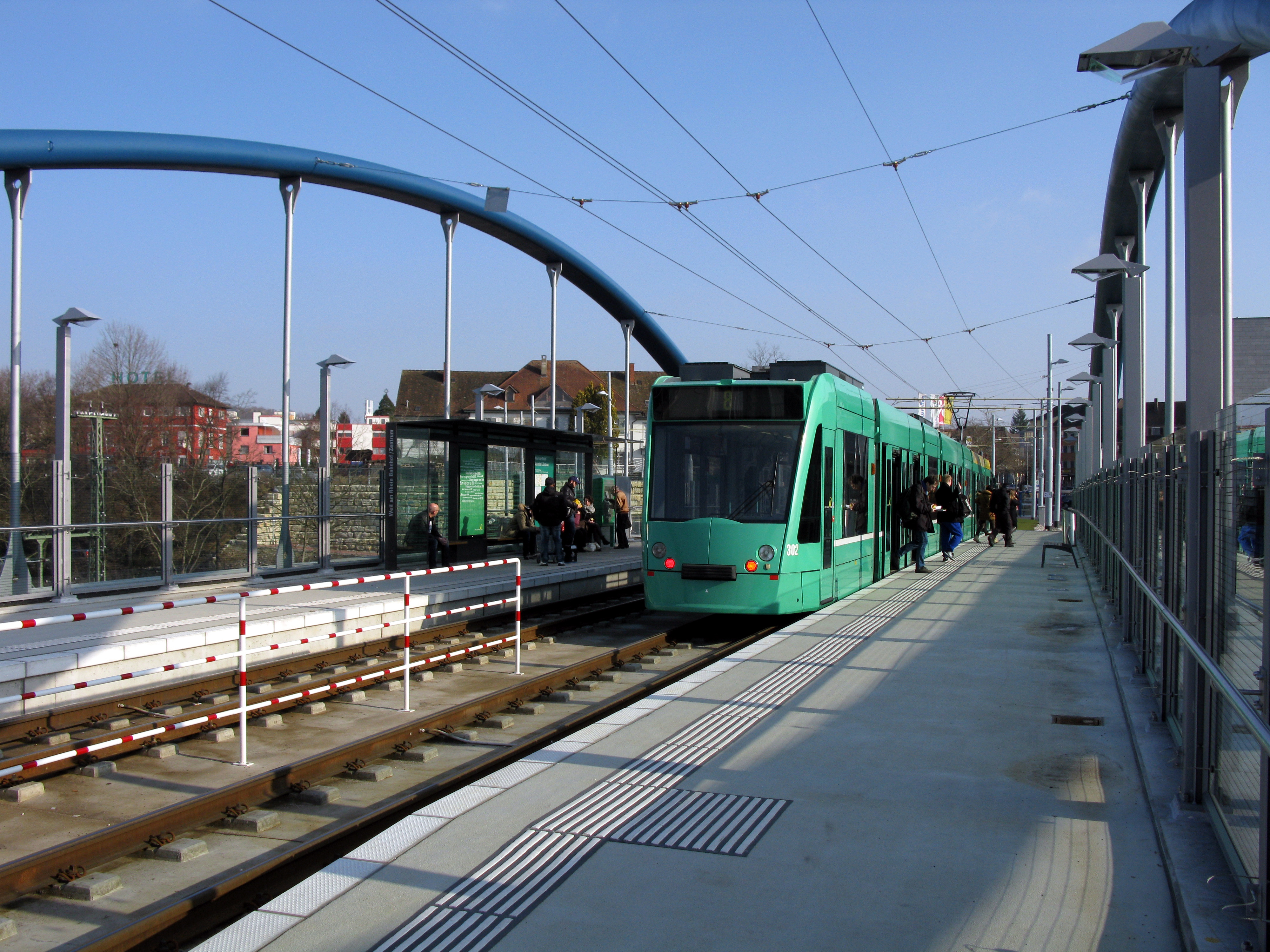
Haltestelle Weil am Rhein Bahnhof/Zentrum der Basler Tramlinie 8

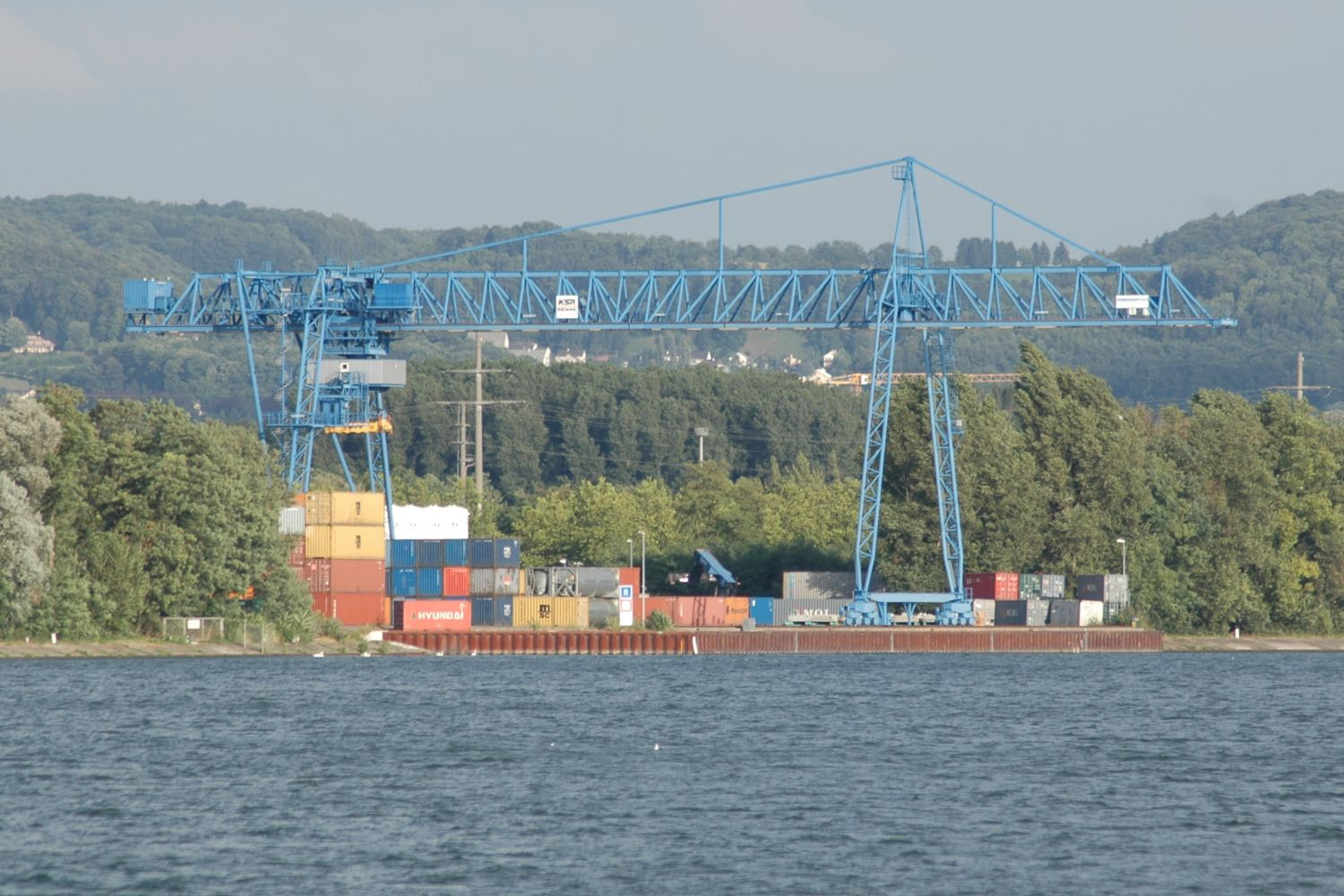
Containerumschlag im Rheinhafen Weil am Rhein

#### Bahn- und Busverkehr
Die Stadt ist durch die S-Bahn-Linie S5 auf der Bahnstrecke Weil am Rhein–Lörrach mit Lörrach und dem Wiesental und über die Rheintalbahn mit dem Bahnhof Basel SBB und Mannheim Hbf verbunden. Auf der Strecke nach Lörrach gibt es die Haltepunkte  Gartenstadt, Pfädlistraße und Weil am Rhein Ost. In Haltingen an der Rheintalbahn ist eine weitere Station, wo im Sommer zudem Dampfzüge der Kandertalbahn beginnen. Seit 2015 hält in Weil morgens ein ICE auf dem Weg von Basel nach unter anderem Stuttgart und München Hbf sowie einmal täglich einen Flixtrain von und nach Berlin. Darüber hinaus verkehren einige lokale und regionale Buslinien der SWEG. Weil gehört dem Regio Verkehrsverbund Lörrach an. Der vor dem Personenbahnhof als Teil des Badischen Bahnhofes von Basel gelegene und heute stillgelegte Rangierbahnhof Weil am Rhein wurde zu einem Containerumschlagbahnhof umgebaut. Seit dem Fahrplanwechsel am 14. Dezember 2014 fährt die Tramlinie 8 der BVB auf einer Neubaustrecke über ihren früheren Endpunkt Kleinhüningen in Basel hinaus durch Friedlingen bis zur Haltestelle Weil am Rhein Bahnhof/Zentrum am Bahnhof Weil am Rhein.

#### Radverkehr
Durch Alltagsrouten aus dem Radnetz Baden-Württemberg ist Weil am Rhein
- über den Stadtteil Haltingen und über Eimeldingen, Efringen-Kirchen, Bad Bellingen und Schliengen mit Müllheim im Markgräflerland,
- Richtung Basel Badischer Bahnhof,
- Richtung Huningue sowie Basel-Kleinhüningen und
- über Lörrach und Steinen mit Schopfheim verbunden. Die Route nach Lörrach verläuft für ein kurzes Stück über Schweizer Gebiet.

Durch Weil am Rhein verlaufen die folgenden Landes-Radfernwege: 
- Der baden-württembergische Rheinradweg von Konstanz bis Mannheim ist Teil der rechtsrheinischen Variante des Rheinradwegs, der von der Quelle des Rheins am Oberalppass im Schweizer Kanton Graubünden bis zur Mündung bei Rotterdam führt. Er führt von Basel-Kleinhüningen nach Weil am Rhein (Stadtteil Friedlingen) und danach direkt am Rhein entlang bis zum Neuenburger Ortsteil Steinenstadt. Er ist als Eurovelo-Route 15 (Rheinradweg)[40] und als D-Route 8 (Rhein-Route)[41] ausgewiesen.
- Der Südschwarzwald-Radweg führt als Rundweg von Hinterzarten über Waldshut-Tiengen, Basel und Freiburg rund um den Naturpark Südschwarzwald. Die Hauptvariante führt von Basel und Huningue nach Friedlingen und verläuft dann mit dem Rheinradweg nach Steinenstadt.
- Der Badische Weinradweg[42] führt von Grenzach-Wyhlen über Schweizer Gebiet nach Alt-Weil (Weil am Rhein Ost) und weiter über Binzen nach Efringen-Kirchen und oberhalb des Rheintals nach Schliengen und weiter Richtung Müllheim. Sein Ziel ist Laudenbach im Norden Baden-Württembergs.

#### Hafen
Neben der Eisenbahn ist auch der Rheinhafen Weil am Rhein, der letzte vor der Schweizer Grenze, ein bedeutender Wirtschaftsfaktor. Über 800 Menschen arbeiten bei der Hafengesellschaft oder den dortigen Speditionen. Betreiber ist die Rheinhafengesellschaft Weil am Rhein. Umgeschlagen werden Container, Stückgut und Schwergut sowie Massengüter wie Kies, Sand und Kohle. Der Güterumschlag hat sich von 1995 bis 2005 verdoppelt. Im Jahr 2005 wurden 1,061 Mio. Tonnen an Gütern umgeschlagen, davon entfielen 599.879 Tonnen auf den Schiffsumschlag. Der Rheinseitenkanal ist hierfür von besonderer Bedeutung.

#### Straßen
Weil am Rhein ist durch die Bundesautobahn 5 (A 5; Europastraße 35) über Karlsruhe nach Norden und in Richtung Süden durch die Schweizer Autobahnen A2 und A3 über den Gotthard bis Chiasso (Europastraße 35) bzw. über Zürich nach St. Gallen (Europastraße 60) an das europäische Fernstraßennetz angebunden. Nördlich von Weil am Rhein verbindet das Autobahndreieck Weil am Rhein die A 5 mit der Bundesautobahn 98 (Europastraße 54) über Waldshut, Stockach und München nach Osten. Die über die 1979 eröffnete Palmrainbrücke führende Bundesstraße 532 verbindet Weil am Rhein mit dem französischen Huningue und der Autoroute A 35 (Europastraße 25) in Richtung Strasbourg sowie der Autoroute A 36 in Richtung Lyon und Paris. Darüber hinaus ist die Stadt über die Bundesstraßen 3 nach Freiburg und 317 nach Titisee-Neustadt angebunden. Seit 2013 ist Weil am Rhein über eine Zollfreistraße mit der Nachbarstadt Lörrach verbunden, die teilweise auf Schweizer Staatsgebiet verläuft.

### Behörden und ansässige Unternehmen
Eines der bekanntesten Unternehmen ist die Herstellerin von Wohn- und Büromöbeln, Vitra AG. Die Werbung der Stadt im Tourismusbereich stellt vielfach die überdimensionalen Reproduktionen verschiedener Designer-Stühle der Vitra heraus. Sie werden im zugehörigen Design-Museum thematisiert. Auch die Conductix-Wampfler GmbH hat ihren Hauptsitz in Weil am Rhein.
Eine Bundespolizeiinspektion, die zur Bundespolizeidirektion Stuttgart gehört, hat ihren Sitz in Weil am Rhein.
Das Weingut Claus Schneider bewirtschaftet eine Rebfläche von 12 Hektar. Das Weingut Röschard und die Haltinger Winzer e.G. in Weil am Rhein-Haltingen bezeugen die regionale Tradition des Weinanbaus, die auch im Stadtwappen zum Tragen kommt.

### Einkaufsmöglichkeiten
Weil am Rhein hat sich überregional als Einkaufs-Stadt einen Ruf gemacht. Die umfangreiche Handelslandschaft bietet neben inhabergeführten Fachgeschäften, Filialläden auch insbesondere im Stadtteil Friedlingen diverse Outlet-Läden an. Im Jahr 2022 soll zudem das siebengeschossige Einkaufszentrum Dreiländergalerie eröffnet werden.

### Medien
In Weil am Rhein erscheint die vom Verlagshaus Jaumann in Lörrach herausgegebene Tageszeitung „Weiler Zeitung“. Sie bezieht ihren Mantel vom „Schwarzwälder Boten“. Über das Lokalgeschehen berichtet darüber hinaus die „Badische Zeitung“ aus Freiburg im Breisgau mit einer Lokalbeilage und die Wochenzeitung „Wochenblatt“.

### Bildungseinrichtungen
In Weil am Rhein gibt es zwei Gymnasien, das Kant-Gymnasium und das Oberrhein-Gymnasium, die Realschule Dreiländereck, die reine Gemeinschaftsschule Weil am Rhein, eine Förderschule Leopoldschule sowie fünf Grundschulen (Hermann-Daur-Grundschule Märkt, Hans-Thoma-Schule Haltingen, Karl-Tschamber-Grundschule, Leopoldgrundschule und Rheinschule).
Der Landkreis Lörrach ist Träger des Schulkindergartens für geistig Behinderte.
Das private Abendgymnasium Weil am Rhein, die private Abendrealschule, der private Emma-Fackler-Schulkindergarten für Körperbehinderte und Sprachbehinderte, sowie das private Berufskolleg zur Erlangung der Fachhochschulreife runden das schulische Angebot ab.
Die Stadt verfügt über eine Stadtbibliothek, die sich seit 1994 in der ehemaligen Peter-und-Paul-Kirche befindet.
Die Volkshochschule, die ihre Geschäftsstelle im Haus der Volksbildung hat, bietet ein breites Spektrum von Angeboten im Bereich der Erwachsenenbildung. Schwerpunkte bilden die Sparten Sprachen, Integrationsarbeit sowie Gesundheits- und Bewegungskurse.

## Persönlichkeiten

### Ehrenbürger
Die Stadt Weil am Rhein hat folgenden Personen das Ehrenbürgerrecht verliehen:
- 1946: Rudolf Kraus, Bürgermeister a. D.
- 1982: Charles Muller, Alt-Bürgermeister der Partnerstadt Huningue
- 1984: Otto Boll, Oberbürgermeister a. D.
- 2024: Wolfgang Dietz, Oberbürgermeister a. D.[47]

### Söhne und Töchter der Stadt
- Gottlieb August Bauer (1828–1913), Landschafts- und Porträtmaler
- Hanspeter Memo Rhein (* 1950), Unternehmer, Musikmanager, Produzent und Klassiklabel-Gründer
- Enjott Schneider (eigentlich Norbert Jürgen Schneider; * 1950), Komponist und Schriftsteller
- Michaela Caspar (* 1960), Schauspielerin, Performerin und Regisseurin
- Patrik Köbele (* 1962), Politiker, Bundesvorsitzender der Deutschen Kommunistischen Partei (DKP)
- Christian Streich (* 1965), ehemaliger deutscher Bundesliga-Fußballspieler und ehemaliger Cheftrainer beim SC Freiburg
- Markus Baltensperger (* 1970), Musiker und Musikproduzent
- Peter Brauchle (* 1970), Bildhauer

### Personen, die mit Weil am Rhein in Verbindung stehen
- Gustave Fecht (1768–1828), Brieffreundin von Johann Peter Hebel, lebte und starb in Weil am Rhein
- Karl Tschamber (1863–1932), Heimatforscher und Chronist Weil am Rheins
- Gotthold Schlusser (1865–1940), 16 Jahre evangelischer Pfarrer von Weil und Heimatforscher
- Erwin Bowien (1899–1972), Autor und Maler, lebte und starb in Weil am Rhein
- Nicolas Barrera (1919–2006), Maler, lebte und starb in Weil am Rhein
- Hubert Schardin (1902–1965), Physiker, wohnte in Weil am Rhein
- Hans Pfannmüller (1916–1989), Karikaturist, wohnhaft und gestorben in Weil am Rhein (Ötlingen)
- Peter Reinelt (1939–2010), Pädagoge und Politiker (SPD), lebte in Weil
- Ernst Arendt (* 1949), mit zahlreichen Preisen, u. a. dem Grimme-Preis für seine Tierfilmreihe „Tiere vor der Kamera“ ausgezeichneter, im Stadtteil Ötlingen wohnhafter Tierfilmer[48]
- Rainer Stickelberger (* 1951), Politiker (SPD), der im Stadtteil Haltingen wohnt, war von 1984 bis 1992 Bürgermeister in Weil und von 2011 bis 2016 Justizminister des Landes Baden-Württemberg
- Martin Beneke (* 1966), Physiker, absolvierte seine Schulzeit am Kant-Gymnasium. Er wurde im Jahre 2007 für seine Forschungen im Bereich der theoretischen Elementarteilchenphysik mit dem Gottfried-Wilhelm-Leibniz-Preis ausgezeichnet
- Jörg Kachelmann (* 1958), Fernsehmoderator und Meteorologe, wuchs in Weil am Rhein auf[49]
- Die Thrash-Metal-Band Destruction wurde 1982 in Weil am Rhein gegründet